# 1. November
Der 1. November ist der 305. Tag des gregorianischen Kalenders (der 306. in Schaltjahren), somit bleiben 60 Tage bis zum Jahresende.

## Ereignisse

### Politik und Weltgeschehen
- 82 v. Chr.: Der römische Feldherr Sulla besiegt in der Schlacht am Collinischen Tor die Gefolgsleute des Marius und die Samniten. Danach wird ihm in Rom die Diktatur übertragen.
- 0996: In einer Schenkungsurkunde von Kaiser Otto III. an den Freisinger Bischof wird Österreich unter dem Namen Ostarrichi erstmals erwähnt.

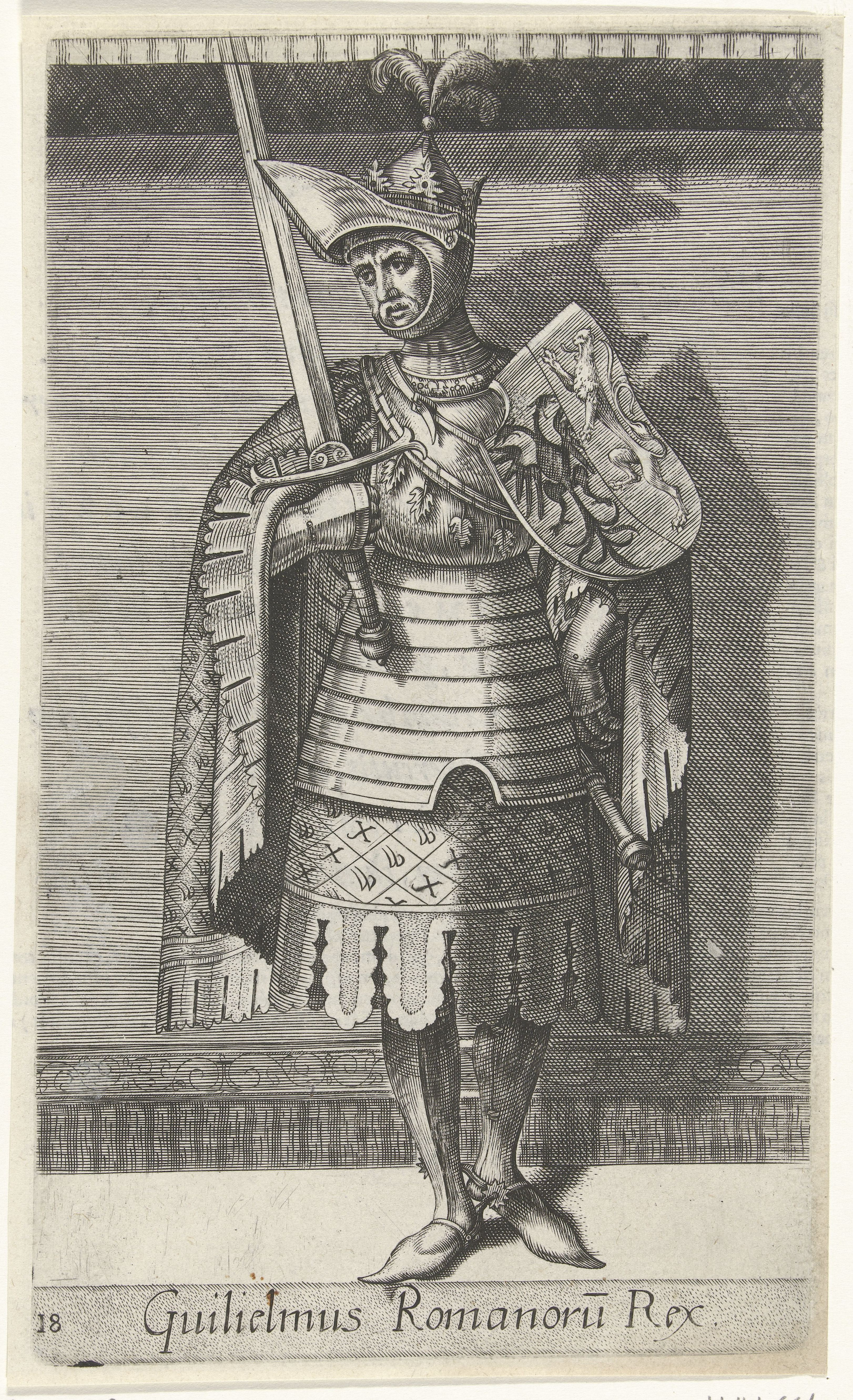
1248: Wilhelm von Holland

- 1112: Nach dem Tode seines Vaters Heinrich von Burgund wird Alfons I. neuer Graf von Portugal, aufgrund seiner Minderjährigkeit übernimmt jedoch zunächst seine Mutter Theresia von León die Regierung.
- 1248: Wilhelm von Holland wird als Gegenkönig zum Staufer Friedrich II. zum römisch-deutschen König gekrönt.
- 1368: Elisabeth von Pommern, die vierte Frau von Kaiser Karl IV., wird zur römisch-deutschen Kaiserin gekrönt.
- 1501: Amerigo Vespucci segelt in eine Bucht der neuen Welt ein und gibt ihr den Namen Allerheiligenbucht. An ihr entsteht Jahre später die Stadt Salvador da Bahia.
- 1520: Ein Sturm vor der heutigen Región de Magallanes y de la Antártica Chilena treibt Ferdinand Magellan und zwei seiner Schiffe während seiner Weltumsegelung in eine vermeintliche Bucht, die sich im weiteren Verlauf als Durchfahrt vom Atlantischen zum Pazifischen Ozean erweisen wird. Magellan gibt diesem Kanal zunächst den Namen Estreito de Todos los Santos. Der Allerheiligenkanal wird später in Magellanstraße umbenannt werden.
- 1546: Sebastian von Weitmühl besiegt in der Schlacht bei Oelsnitz den protestantischen Schmalkaldischen Bund.

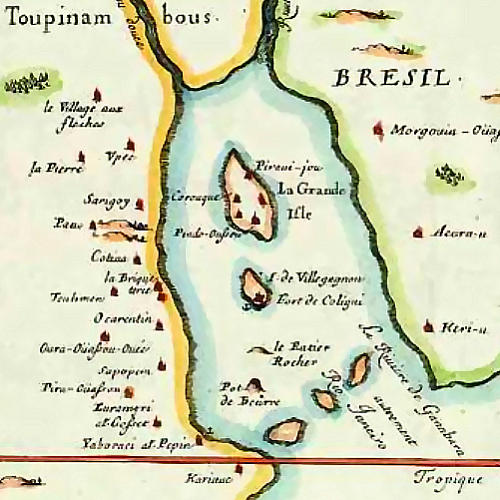
1555: France Antarctique

- 1555: Der französische Vizeadmiral Nicolas Durand de Villegagnon besetzt mit 600 Soldaten und hugenottischen Siedlern die kleine Insel Sergipe in der Guanabara-Bucht, an der heute Rio de Janeiro liegt. Dort gründet er die nur 12 Jahre bestehende Kolonie France Antarctique.
- 1625: Mit dem Angriff einer englisch-niederländischen Flotte auf Cádiz beginnt der Englisch-Spanische Krieg. Die Operation endet in einem Desaster.
- 1634: Der Vertrag von Paris, mit dem sich Ludwig XIII. zur Unterstützung der Protestanten und Schwedens verpflichtet, verstrickt Frankreich endgültig in den Dreißigjährigen Krieg.
- 1700: Spaniens König Karl II. stirbt. In seinem Testament hat er Philipp von Anjou zum Erben eingesetzt. Doch um seine Thronfolge bricht der Spanische Erbfolgekrieg aus.
- 1781: Mit dem Untertanenpatent von Joseph II. wird die Leibeigenschaft in den habsburgischen Ländern aufgehoben.
- 1800: US-Präsident John Adams bezieht seinen neuen Amtssitz, das spätere Weiße Haus.
- 1806: Vierter Koalitionskrieg: Die Preußen unter Ludwig Yorck von Wartenburg führen ein Rückzugsgefecht gegen französische Truppen unter General Bernadotte in der Nossentiner Heide, um den Rückzug von Generalfeldmarschall Blücher nach Lübeck zu decken.

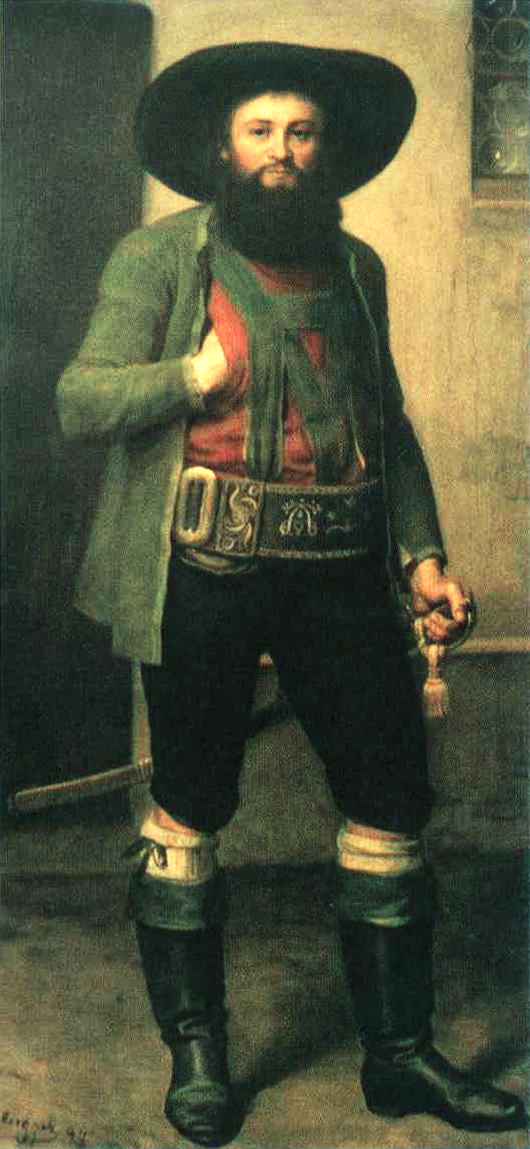
1809: Andreas Hofer

- 1809: Andreas Hofer unterliegt mit 8.500 Tirolern in der Vierten Schlacht am Bergisel gegen 20.000 mit den Franzosen verbündete Bayern.
- 1876: Der Freundschaftsvertrag zwischen dem Deutschen Reich und Tonga wird unterzeichnet (1977 erneuert).

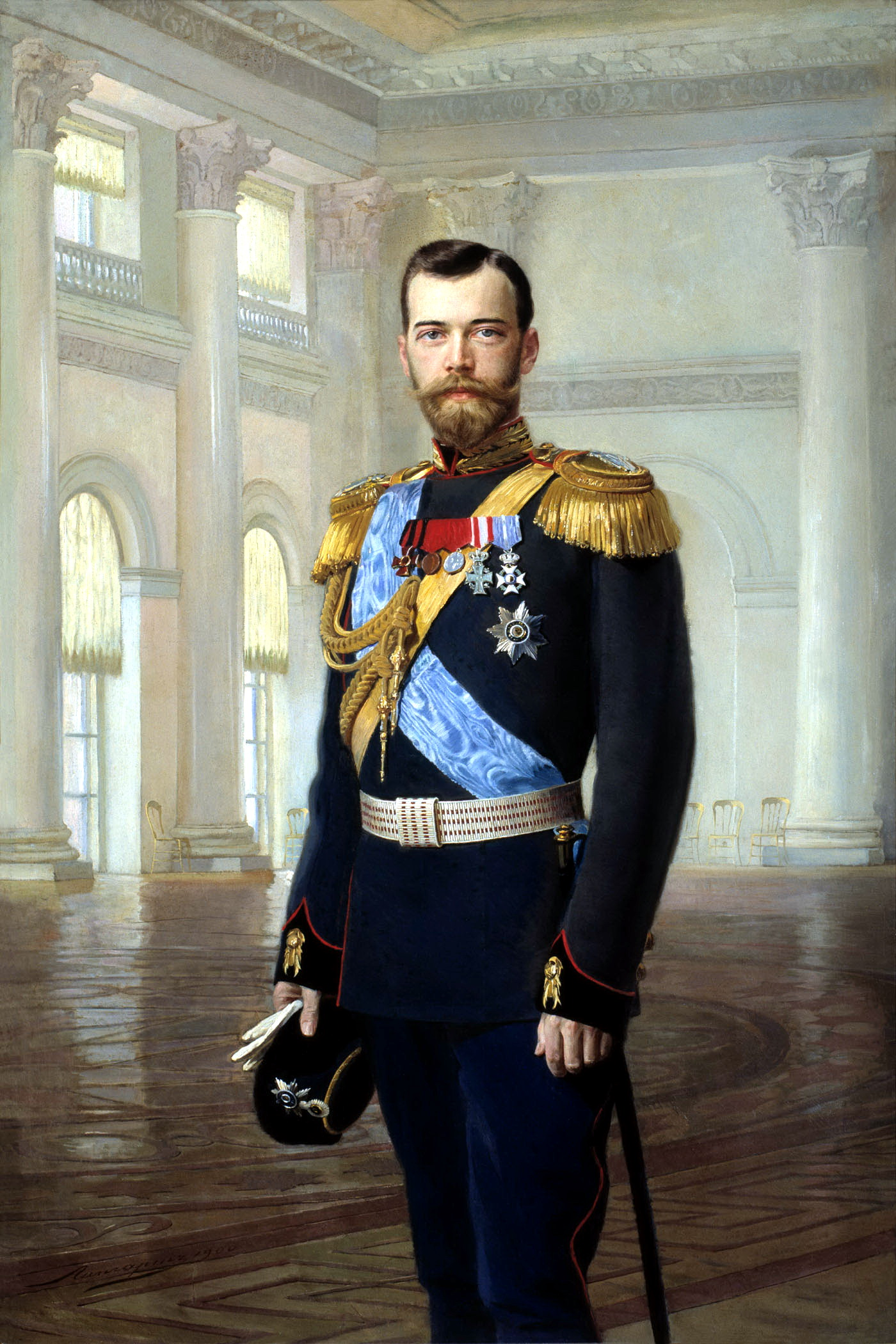
1894: Zar Nikolaus II.

- 1894: Nikolaus II. wird nach dem Tod seines Vaters Alexander III. Zar von Russland.
- 1897: In China werden die deutschen Missionare der Steyler Mission Richard Henle und Franz Xaver Nies ermordet. Das führt zwei Wochen später zur Besetzung der Kiautschou-Bucht durch das Deutsche Reich.
- 1902: Italien und Frankreich einigen sich in einem Geheimvertrag über die Abgrenzung ihrer Interessensphären in Nordafrika (Libyen, Tunesien).
- 1911: Im Italienisch-Türkischen Krieg werden die ersten Zwei-Kilogramm-Bomben aus einem Flugzeug auf Personen in Oasen abgeworfen.
- 1914: Das deutsche Ostasiengeschwader siegt während des Ersten Weltkriegs im Seegefecht bei Coronel über ein britisches Geschwader.
- 1916: Im deutschen Heer wird die Judenzählung angeordnet.
- 1920: In der Tschechoslowakei wird das Frauenwahlrecht eingeführt.
- 1922: Die türkische Nationalversammlung hebt das Sultanat auf.
- 1929: Eberhard Koebel gründet die Deutsche Autonome Jungenschaft vom 1. November 1929 (dj. 1.11).
- 1936: In einer Rede spricht der italienische Diktator Benito Mussolini erstmals von der „Achse Berlin-Rom“. Daraus entwickelt sich im Zweiten Weltkrieg der Begriff Achsenmächte.
- 1937: In Genf beginnt eine Konferenz, die sich – unter Beteiligung von 35 Staaten – gegen den internationalen Terrorismus richtet.
- 1943: Die zweitägige Seeschlacht bei der Kaiserin-Augusta-Bucht nahe Bougainville zwischen Kriegsschiffen der USA und Japans beginnt. Sie ist Teil der Schlacht um die Nördlichen Salomonen im Pazifikkrieg.
- 1946: Das Land Hannover wird durch die Verordnung Nr. 55 der britischen Militärregierung gegründet.
- 1954: Die algerische Nationale Befreiungsfront (FLN) beginnt den Algerienkrieg.
- 1956: Ungarn erklärt seine Neutralität und den Austritt aus dem Warschauer Pakt. Daraufhin beginnen sowjetische Truppen mit der Niederschlagung des Ungarischen Volksaufstandes.

1956: States Reorganisation Act in Indien

- 1956: Die Bestimmungen des States Reorganisation Act, der am 31. August 1956 Gesetzeskraft erlangte und die Neugliederung der Bundesstaaten Indiens im Wesentlichen nach linguistischen Kriterien regelt, treten in Kraft
- 1963: In Südvietnam putscht das Militär gegen das Regime des Präsidenten Ngô Đình Diệm, der flieht, aber am darauffolgenden Tag festgenommen und hingerichtet wird.
- 1966: Der mehrheitlich Hindi-sprachige Ostteil des Punjab wird unter dem Namen Haryana ein eigener indischer Bundesstaat.
- 1974: Das Homeland QwaQwa erhält von Südafrika die Selbstverwaltung übertragen.

Flagge von Antigua und Barbuda

- 1981: Antigua und Barbuda erhält seine endgültige Unabhängigkeit von Großbritannien.
- 1986: In Afghanistan verliert Babrak Karmal auch das Amt des Präsidenten des Revolutionsrates und damit seine Funktion als Staatsoberhaupt.
- 1987: Afghanistan: Die Loja Dschirga verabschiedet die Verfassung der „Republik Afghanistan“ und wählt Generalsekretär Mohammed Nadschibullāh zum Staatspräsidenten.
- 1993: Mit dem Inkrafttreten des Vertrages von Maastricht wird die Europäische Union basierend auf „drei Säulen“ gegründet.
- 1998: Der Europäische Gerichtshof für Menschenrechte wird als ständig tagendes Gericht in Straßburg eingerichtet.
- 2000: Der indische Bundesstaat Chhattisgarh wird aus Teilen des Bundesstaates Madhya Pradesh neu gebildet.
- 2006: In Wien wird der Internationale Gewerkschaftsbund (IGB) gegründet.
- 2017: Michael Müller, Regierender Bürgermeister von Berlin (SPD), wird für zwölf Monate Präsident des Bundesrates.
- 2017: Der britische Verteidigungsminister Michael Fallon tritt wegen des Vorwurfs der sexuellen Belästigung einer Journalistin zurück.

### Wirtschaft
- 1794: Heinrich Anton Christoph Seeliger eröffnet in Wolfenbüttel ein Handelsgeschäft, aus dem in den 1880er Jahren das Bankhaus C. L. Seeliger hervorgeht.
- 1844: Die Brennerstraße zwischen Innsbruck und Schönberg im Stubaital wird nach achtjähriger Bauzeit für den Verkehr freigegeben.

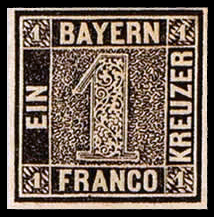
1849: Schwarzer Einser

- 1849: Das Königreich Bayern gibt mit dem Schwarzen Einser die erste deutsche Briefmarke heraus.

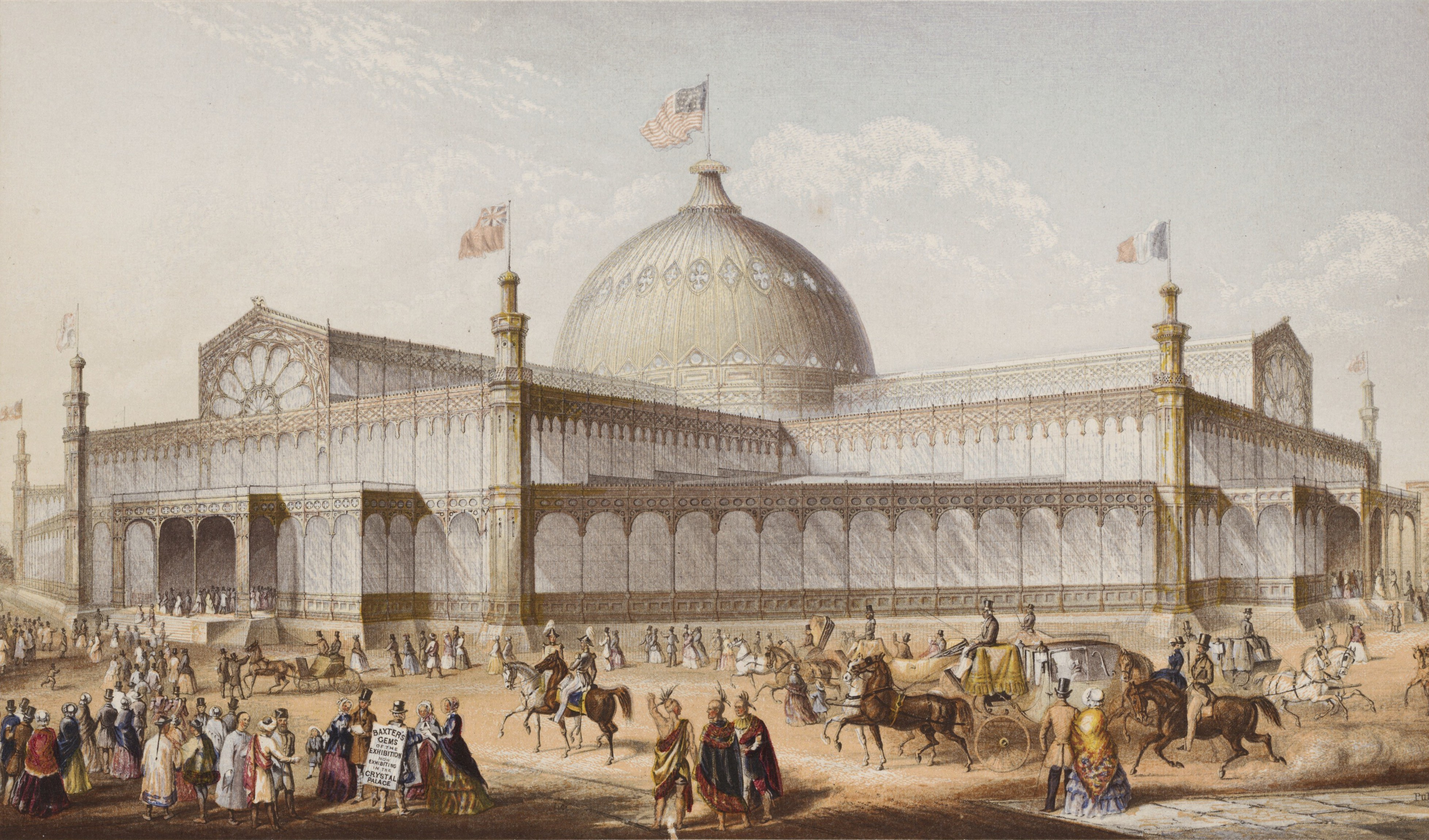
1854: Das Ausstellungsgelände mit dem New York Crystal Palace

- 1854: Nach einer Ausstellungsdauer von über einem Jahr schließt die Exhibition of the Industry of All Nations in New York City mit einem Verlust von 300.000 Dollar ihre Pforten.
- 1863: In Wien wird die Anglo-Österreichische Bank als eine der ersten sogenannten Foreign Banks gegründet.
- 1874: Auf dem Wiener Zentralfriedhof finden erstmals Bestattungen statt.
- 1949: Die erste Ausgabe der Frankfurter Allgemeinen Zeitung erscheint.
- 1961: In Deutschland wird mit vierstelligen Postleitzahlen das weltweit erste vollständige Postleitzahlensystem eingeführt.
- 1970: Mit „Christoph 1“ wird der erste Rettungshubschrauber Deutschlands in Dienst gestellt.
- 1996: Nach dem Gesetz über Europäische Betriebsräte können nunmehr in EU-weit tätigen Unternehmen mit mindestens tausend Beschäftigten länderübergreifend Arbeitnehmervertretungen gebildet werden.
- 1996: Der neue arabische Nachrichtensender Al Jazeera beginnt mit den Sendungen aus Doha in Katar über Satellit.

### Wissenschaft und Technik
- 1770: Das Berg- und hüttenmännische Lehrinstitut (Vorgänger der Technischen Universität) wird in Berlin gegründet.
- 1772: Antoine Laurent de Lavoisier revolutioniert mit seiner Beobachtung, dass Phosphor und Schwefel nach Verbrennung schwerer werden, die wissenschaftliche Phlogistontheorie.

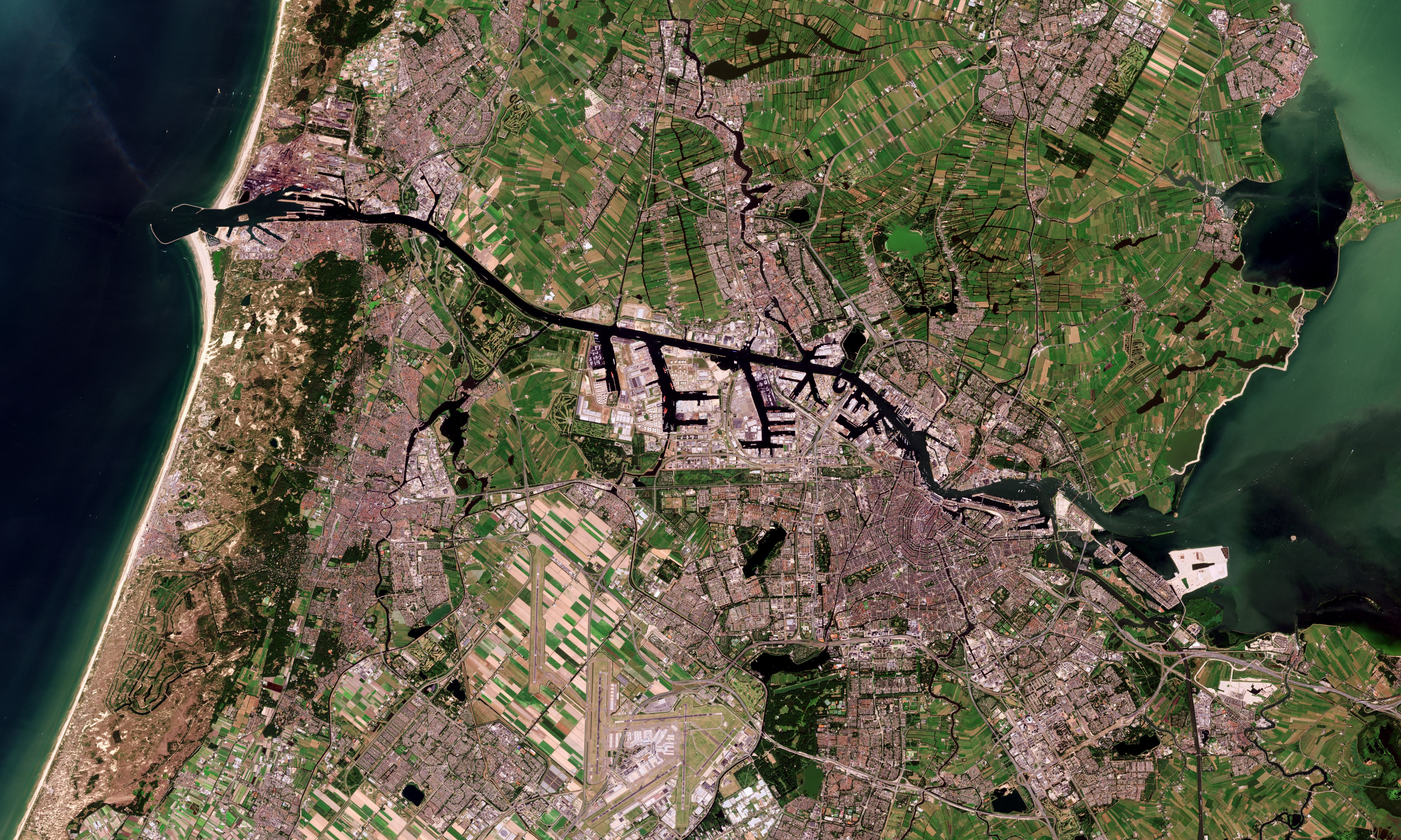
1876: Nordseekanal

- 1876: Der Nordseekanal in den Niederlanden wird von König Wilhelm III. feierlich eröffnet.
- 1895: In Berlin im Varieté Wintergarten findet durch die Gebrüder Max und Emil Skladanowsky erstmals auf der Welt eine kinematographische Vorführung statt.
- 1952: US-amerikanische Kernphysiker zünden auf dem Eniwetok-Atoll im Pazifischen Ozean die erste Wasserstoffbombe. Der Test unter dem Codenamen Ivy Mike führt nebenbei zur Entdeckung der chemischen Elemente Fermium und Einsteinium.
- 1957: Die über acht Kilometer lange Mackinac Bridge im US-Bundesstaat Michigan wird eingeweiht.
- 1962: Die beiden sowjetischen Luftwaffenoffiziere Jewgeni Andrejew und Pjotr Dolgow springen aus einem Stratosphärenballon mit dem Fallschirm ab. Andrejew stellt einen Freifall-Streckenrekord auf, der erst von Felix Baumgartner am 14. Oktober 2012 gebrochen wird, Dolgow kommt durch einen Defekt im Druckanzug ums Leben.
- 1963: Das Arecibo-Observatorium auf Puerto Rico wird eingeweiht. Das zweitgrößte Radioteleskop dient auch der Suche nach außerirdischer Intelligenz.
- 2005: Der Kontakt zum europäischen Mikrosatelliten SSETI Express geht nach vier Tagen im All verloren.

### Kultur

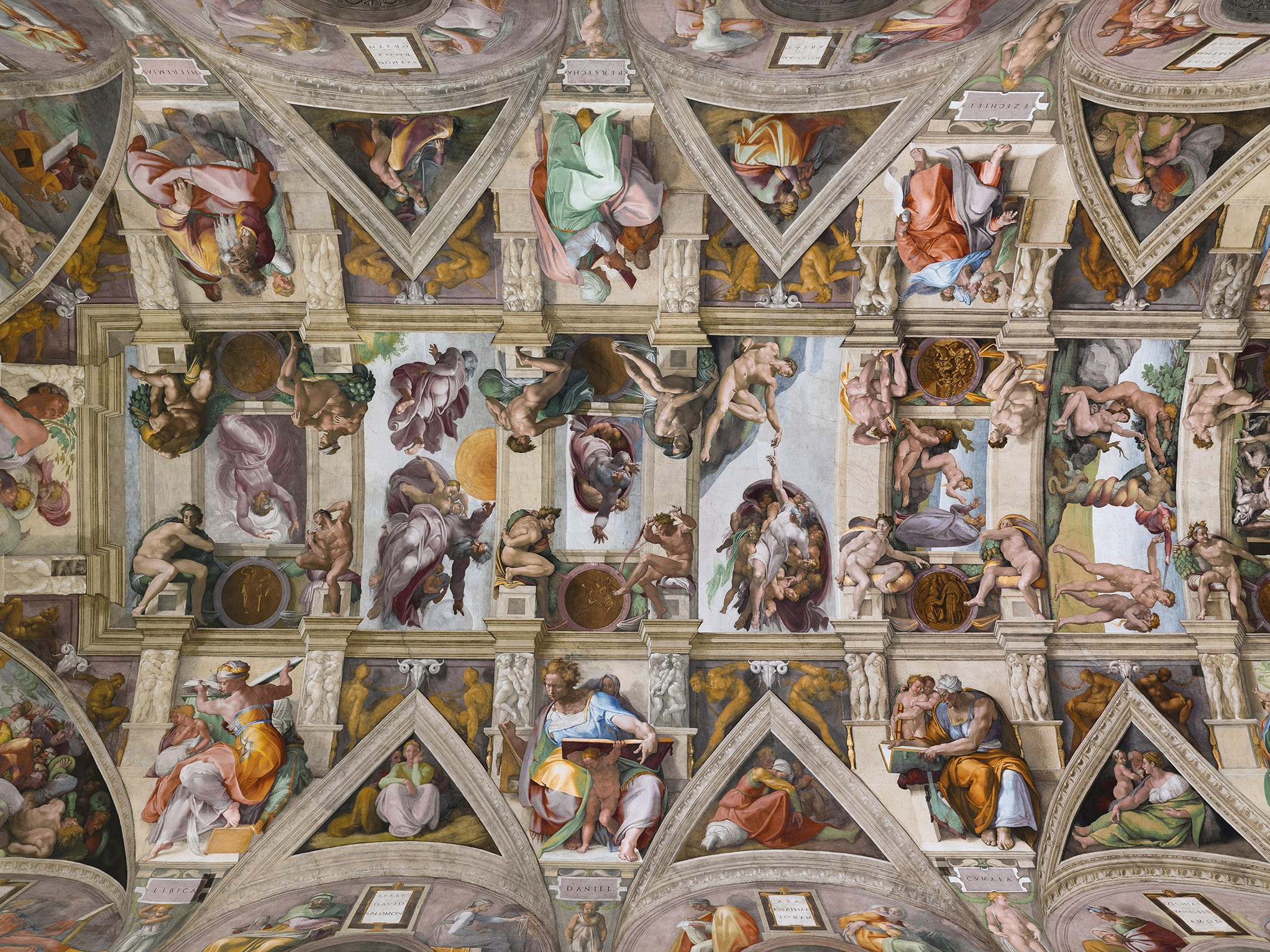
1512: Decke der Sixtinischen Kapelle

- 1512: In der Sixtinischen Kapelle in Rom werden die Deckenfresken von Michelangelo enthüllt.
- 1604: In London wird William Shakespeares Tragödie Othello uraufgeführt.
- 1611: Das Theaterstück Der Sturm von William Shakespeare wird in London uraufgeführt.
- 1756: Dem Schriftsteller und Abenteurer Giacomo Casanova gelingt in den frühen Morgenstunden die Flucht aus den Bleikammern des Dogenpalastes in Venedig.
- 1838: Die Uraufführung der komischen Oper Der Schöffe von Paris von Heinrich Dorn findet in Riga statt.

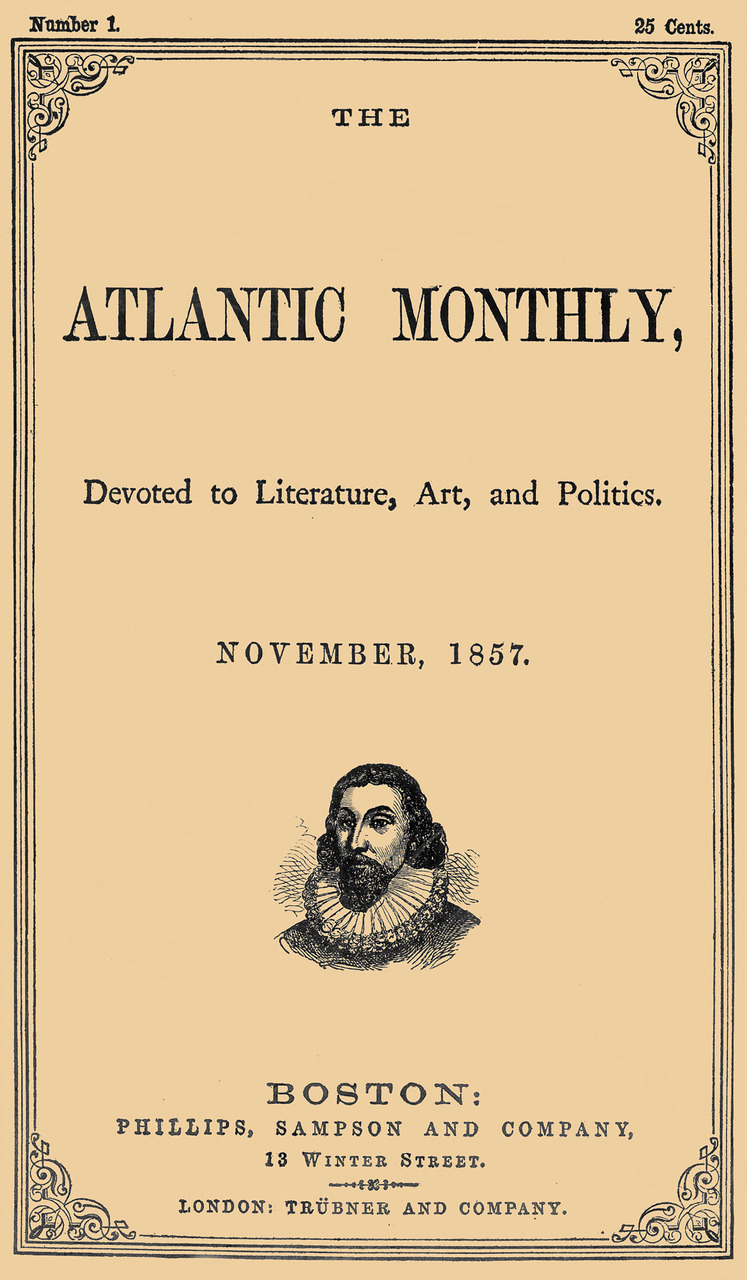
1857: Erstausgabe Atlantic Monthly

- 1857: Das Kulturmagazin The Atlantic Monthly erscheint erstmals.

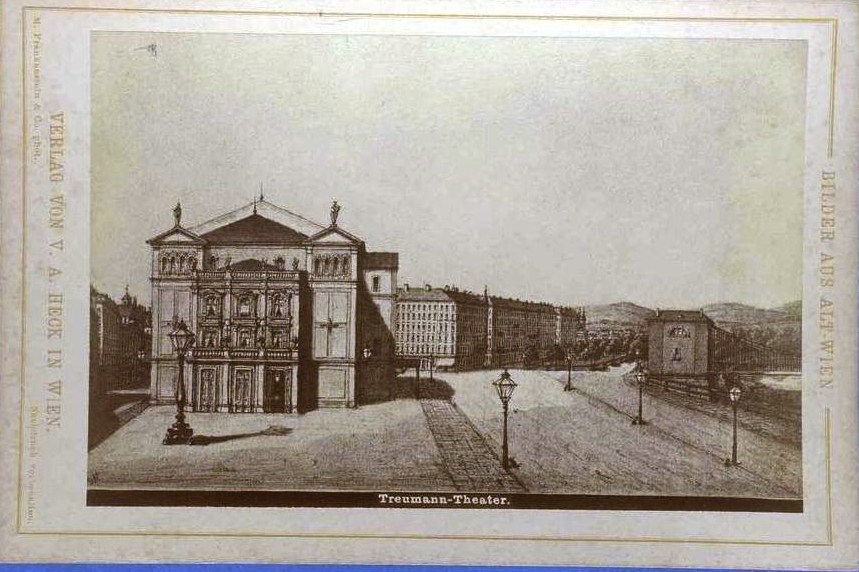
1860: Das Treumann-Theater

- 1860: Das von Karl Treumann nach Plänen des Architekten Ferdinand Fellner erbaute Theater am Franz-Josefs-Kai in Wien wird eröffnet.
- 1973: Der jahrzehntelang erfolgreiche Märchenfilm Drei Haselnüsse für Aschenbrödel hat in der ČSSR Premiere.

### Gesellschaft
- 1975: In der Nacht zum 2. November brechen im Kölner Dom drei Einbrecher mittels Bergsteigerausrüstung in die alte Domschatzkammer im nördlichen Querhaus ein und stehlen wertvolle Monstranzen und Kreuze. Die Täter können später mit Hilfe der Kölner Unterwelt gefasst und zu höheren Freiheitsstrafen verurteilt werden. Einen Teil der Beute haben sie einschmelzen lassen.
- 1999: Ein 16-Jähriger tötet bei einem Amoklauf in Bad Reichenhall vier Menschen.

### Religion
- 0451: Das Konzil von Chalcedon endet. Es erhebt die Dreifaltigkeit zum Dogma und entscheidet damit den Streit um das Verhältnis zwischen der göttlichen und der menschlichen Natur Jesus Christus gegen die Lehren des Monophysitismus und des Nestorianismus. Daraufhin spalten sich die altorientalischen Kirchen von der byzantinischen Reichskirche ab.

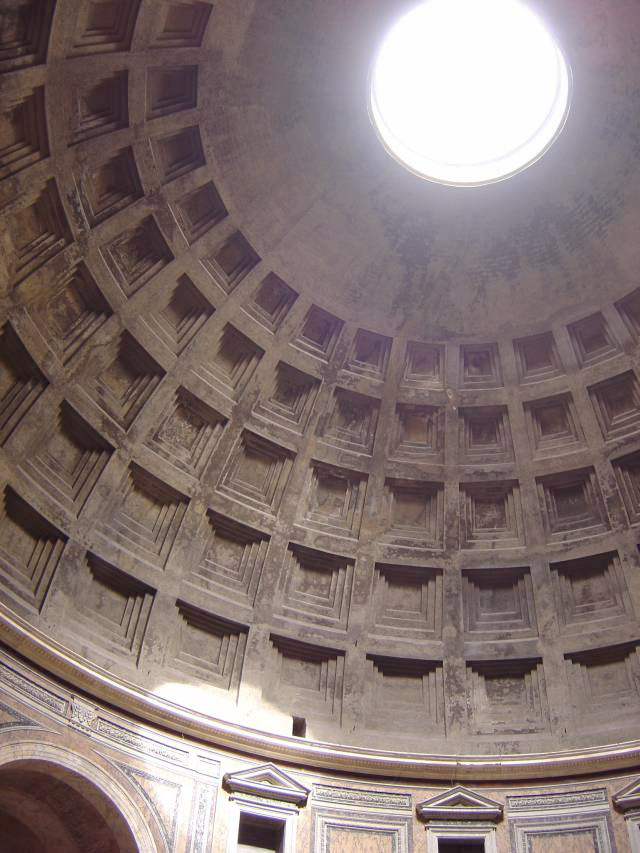
610: Pantheon

- 0610: Das Pantheon in Rom wird von Papst Bonifatius IV. in eine Kirche umgewandelt und der Königin der Märtyrer geweiht. Die vor den Toren Roms in den Katakomben befindlichen Märtyrergräber werden den anstürmenden germanischen Stämmen preisgegeben. Die Erinnerung an die Weihe des Pantheons wird später zum Allerheiligenfest und bewahrt das antike Baudenkmal vor dem Verfall.
- 0731 Eine ab 1. November 731 abgehaltene Synode unter dem römischen Papst Gregor III. verurteilt die Ikonoklasten, was aber faktisch ohne Wirkung bleibt; der byzantinische Kaiser Leo III. reagiert darauf, indem er mehrere Bistümer in Süditalien der Jurisdiktion des Papstes entzieht.
- 1007: Das Bistum Bamberg wird von einer heute beginnenden Reichssynode in Frankfurt am Main errichtet.
- 1478: Papst Sixtus IV. genehmigt das Errichten der Inquisition im Königreich Kastilien. Seine päpstliche Bulle Exigit sincerae devotionis wird Ausgangsbasis für die spanische Inquisition.
- 1503: Giuliano della Rovere wird in einem der kürzesten Konklave zum Papst gewählt und amtiert als Julius II.
- 1745: In der Enzyklika Vix pervenit geißelt Papst Benedikt XIV. das Laster des Darlehenszinsnehmens. Das Zinsverbot begründet er mit den Heiligen Schriften.
- 1870: Papst Pius IX. protestiert in der Enzyklika Respicientes gegen die Einnahme Roms durch italienische Truppen und verhängt über Urheber und Teilnehmer die sofortige Exkommunikation.
- 1885: In seiner Enzyklika Immortale Dei fasst Papst Leo XIII. die Lehre vom „Wahren Staat“ komprimiert zusammen. Darin verdammt er die Religionsfreiheit und nennt die Kirche als Societas perfecta.
- 1950: Die leibliche Aufnahme Mariens in den Himmel wird von Papst Pius XII. als Dogma der römisch-katholischen Kirche verkündet.

### Katastrophen
- 1304: Die Allerheiligenflut unterbricht die Landverbindung zwischen der Halbinsel Mönchgut auf Rügen und dem Ruden vor Usedom. Zwei Dörfer gehen in der Ostsee unter, Opferzahlen liegen nicht vor.
- 1436: Die Allerheiligenflut richtet schwere Schäden an der Nordseeküste an. Allein im Ort Tetenbüll sterben 180 Menschen.
- 1570: Eine Sturmflut zu Allerheiligen überschwemmt die Nordseeküste von Flandern bis nach Nordwestdeutschland. Etwa 20.000 Menschen kommen zu Tode.

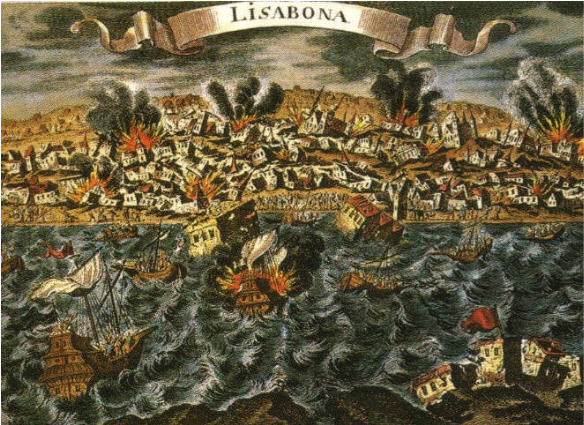
1755: Großbrand und Tsunami in Lissabon

- 1755: Die portugiesische Hauptstadt Lissabon wird durch ein Erdbeben und einen darauf folgenden Tsunami zu zwei Dritteln zerstört. Dabei kommen etwa 60.000 Menschen allein in Lissabon ums Leben. Der Wiederaufbau Lissabons wird in der Folge von Sebastião José de Carvalho e Melo, Marquês de Pombal, organisiert.
- 1986: Nach einem Großbrand beim Chemiekonzern Sandoz in Schweizerhalle bei Basel verseucht verunreinigtes Löschwasser den Rhein und vernichtet dort einen Großteil des tierischen und pflanzlichen Lebens.

Kleinere Unglücksfälle sind in den Unterartikeln von Katastrophe und in der Liste von Katastrophen aufgeführt.

### Sport
- 1868: Vier Teilnehmerinnen tragen in Bordeaux den ersten rein weiblichen Wettbewerb im Radsport im Parc Bordelais aus.

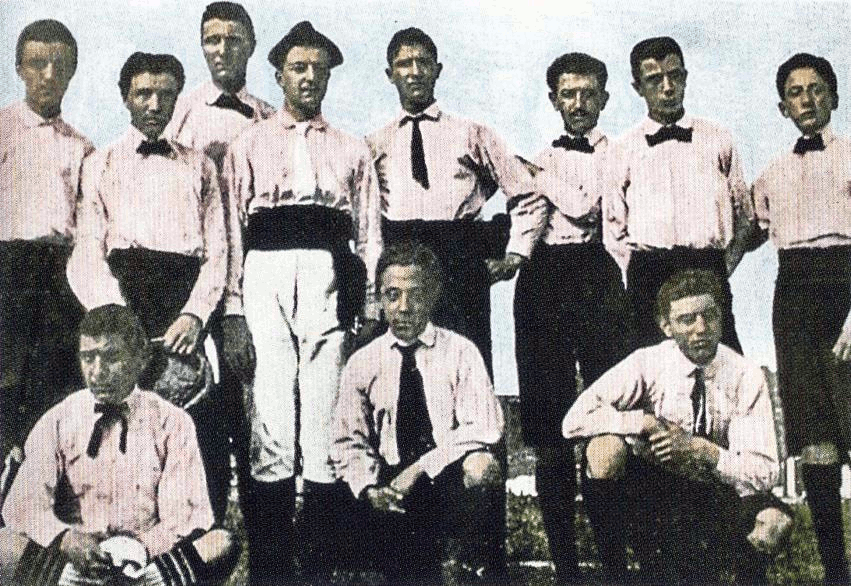
Die Mannschaft von Juve 1898

- 1897: Der Fußballclub Juventus Turin wird gegründet.
- 1925: Bernhard Ernst kommentiert die erste Liveübertragung eines Fußballspiels im deutschen Hörfunk. Auf dem Platz spielen Preußen Münster und Arminia Bielefeld.

Einträge von Leichtathletik-Weltrekorden befinden sich unter der jeweiligen Disziplin unter Leichtathletik.

## Geboren

### Vor dem 17. Jahrhundert
- 0846: Ludwig II., König des Westfrankenreichs
- 1165: Gerlach, Abt und Chronist
- 1326: Wartislaw V., Herzog von Pommern
- 1339: Rudolf IV., Herzog von Österreich, Steiermark, Kärnten und Krain, Graf von Tirol
- 1351: Leopold III. von Habsburg, Graf von Habsburg, Herzog von Österreich, Steiermark, Kärnten und Krain, Graf von Tirol
- 1419: Albrecht II., Herzog zu Braunschweig-Lüneburg und Fürst von Braunschweig-Grubenhagen
- 1451: Wolfgang von Bayern, bayrischer Prinz aus dem Hause Wittelsbach
- 1495: Erhard Schnepf, deutscher Theologe und Reformator
- 1518: Francisco de Enzinas, spanischer Humanist und Protestant
- 1526: Katharina Jagiellonica, polnisch-litauische Prinzessin, Königin von Schweden
- 1527: Pedro de Ribadeneira, spanischer Jesuit
- 1535: Johann Bökel, niederländischer Mediziner
- 1542: Tarquinia Molza, italienische Musikerin und Dichterin
- 1560: Zacharias Geizkofler, Reichspfennigmeister des Heiligen Römischen Reiches
- 1561: Hans Berenberg, niederländischer Kaufmann und Gründer der Berenberg Bank
- 1567: Diego Sarmiento de Acuña, spanischer Diplomat
- 1578: Dmitri Michailowitsch Poscharski, russischer Fürst und Aufstandsführer
- 1585: Adriaan Pauw, niederländischer Gesandter beim Westfälischen Friedenskongress
- 1593: Abel Servien, französischer Diplomat und Staatsmann
- 1596: Pietro da Cortona, italienischer Baumeister und Maler
- 1597: Georg Friedrich vom Holtz zu Niederholz, Obristwachtmeister und Generalfeldzeugmeister im Dreißigjährigen Krieg

### 17. Jahrhundert
- 1602: Friedrich Scultetus, deutscher evangelischer Theologe
- 1607: Georg Philipp Harsdörffer, deutscher Dichter des Barock
- 1609: Matthew Hale, englischer Rechtsgelehrter und Staatsmann
- 1612: Magdalena Sibylle von Brandenburg-Bayreuth, Ehefrau von Johann Georg II. von Sachsen
- 1625: Oliver Plunkett, irischer Geistlicher, Erzbischof von Armagh, Primas von Irland, Märtyrer, Heiliger
- 1633: Gerhard Wolter Molanus, deutscher Theologe und Abt
- 1636: Nicolas Boileau, französischer Schriftsteller
- 1651: Jean-Baptiste Colbert, französischer Staatsmann
- 1658: Johann Conrad Arnoldi, deutscher Pädagoge, Logiker, Bibliothekar und lutherischer Theologe
- 1661: Louis de Bourbon, dauphin de France, französischer Thronfolger
- 1662: Tobias Eckhard, deutscher Pädagoge, Theologe und Philologe
- 1672: Wilhelm Chenu de Chalsac l’Aujardiere, preußischer Oberst und Abenteurer
- 1673: Meinrad II., Fürst von Hohenzollern-Sigmaringen
- 1678: Jakob Allet, Schweizer Politiker und Offizier
- 1679: Johann Georg von Königsfeld, Reichsvizekanzler des Heiligen Römischen Reiches
- 1680: Johann Gottfried Kraus, deutscher Rechtswissenschaftler
- 1686: Axel von Löwen, schwedischer Freiherr, Ritter des Serafinenordens und Generalgouverneur in Schwedisch-Vorpommern

### 18. Jahrhundert
- 1703: Władysław Aleksander Łubieński, polnischer Geistlicher, Erzbischof von Lemberg und Gniezno, Primas und Interrex von Polen-Litauen
- 1704: Paul Daniel Longolius, deutscher Enzyklopädist
- 1707: Giuseppe Bonito, neapolitanischer Maler
- 1708: Johann Peter Jäger, Kurmainzer Hofstuckateur und Architekt
- 1720: Toussaint-Guillaume Picquet de la Motte, französischer Admiral
- 1728: Johann Friedrich Städel, deutscher Privatbankier und Mäzen
- 1732: Georg Ludwig Alefeld, deutscher Mediziner und Physiker
- 1738: Karl Wilhelm Bünting, preußischer Generalmajor
- 1738: Johann Samuel Petri, deutscher Komponist, Pädagoge, Kantor und Autor
- 1740: Stephen Heard, US-amerikanischer Politiker, Gouverneur von Georgia
- 1748: Christoph Rheineck, deutscher Komponist und Gastwirt
- 1753: Franz Joseph Märter, österreichischer Botaniker und Naturforscher
- 1755: Johann Theodor Roscher, deutscher Hütteninspektor
- 1755ː Henriette von Crayen, deutsche Salonière
- 1757: Antonio Canova, italienischer Bildhauer
- 1757: Johann Georg Rapp, deutscher Pietistenführer
- 1761: Angelo Anelli, italienischer Librettist und Schriftsteller
- 1762: Spencer Perceval, britischer Politiker, Premierminister
- 1764: Anton Höfer, deutscher Lehrer und Kirchenmusiker
- 1764: Stephen Van Rensselaer III., US-amerikanischer Politiker, General, Großgrundbesitzer und Philanthrop, Mitglied des Repräsentantenhauses
- 1765: Herbord Sigismund Ludwig von Bar, deutscher Jurist, Politiker und Beamter
- 1767: Friedrich Christian Boock, dänischer Jurist und Gutsbesitzer
- 1768: Christopher Ellery, US-amerikanischer Politiker, Senator
- 1769: Garlieb Helwig Merkel, deutsch-baltischer Publizist und Schriftsteller
- 1771: Karl Ernst Adolf von Hoff, deutscher Naturforscher, Geologe und Wegbereiter des Aktualismus
- 1771: Johann Stephan Schütze, deutscher Schriftsteller
- 1772: Louis Reymond, Schweizer Politiker, Publizist und Aufständischer
- 1773: Josef Klieber, österreichischer Bildhauer und Maler
- 1773: Maria Theresia von Österreich-Este, Königin von Sardinien-Piemont
- 1775: Andreas Kretzschmer, deutscher Jurist und Volksliedforscher
- 1777: Per Krafft der Jüngere, schwedischer Maler
- 1778: Gustav IV. Adolf, König von Schweden
- 1781: Christian Wilhelm Schweitzer, deutscher Jurist und Politiker, Staatsminister von Sachsen-Weimar-Eisenach
- 1781: Joseph Karl Stieler, deutscher Maler
- 1783: Carl Ritschl, deutscher Geistlicher, Generalsuperintendent von Pommern
- 1783: Johann Christoph Hilf, deutscher Musiker
- 1789: Jakob Peter Gameter, Schweizer Jurist und Schriftsteller
- 1789: Friedrich von Seherr und Thoß, deutscher Offizier, Beamter und Rittergutbesitzer

### 19. Jahrhundert

#### 1801–1850
- 1808: John Taylor, US-amerikanischer Geistlicher, Präsident der Kirche Jesu Christi der Heiligen der Letzten Tage
- 1810: Friedrich Ahlfeld, deutscher Theologe, Prediger und Autor
- 1814: Josiah Gardner Abbott, US-amerikanischer Politiker, Mitglied im Repräsentantenhaus
- 1816: José Santos Guardiola, Präsident von Honduras
- 1816: Friedrich Wilhelm Hackländer, deutscher Schriftsteller
- 1819: John Miller Adye, britischer General
- 1825: Friedrich Haase, deutscher Schauspieler, Regisseur und Theaterdirektor
- 1830: Wilhelm Good, Schweizer Unternehmer und Politiker
- 1831: Harry Atkinson, neuseeländischer Premierminister
- 1831ː Sabina Schneider, Benediktinerin, Klostergründerin
- 1832: Richard B. Hubbard, US-amerikanischer Diplomat und Politiker, Gouverneur von Texas
- 1832: Gottfred Matthison-Hansen, dänischer Komponist
- 1835: George Pomeroy Colley, britischer Generalmajor
- 1839: Ahmed Muhtar Pascha, Großwesir des Osmanischen Reiches
- 1841: Minna Cauer, deutsche Pädagogin und Frauenrechtlerin
- 1844: Auguste Bernus, Schweizer evangelischer Geistlicher und Hochschullehrer
- 1844: Olga Wisinger-Florian, österreichische Malerin
- 1845: Sámuel Teleki, österreichisch-ungarischer Politiker, Entdecker und Forschungsreisender
- 1847: Emma Albani, kanadische Sängerin
- 1847: Karl Augustin, deutscher Weihbischof
- 1847: Hiệp Hòa, sechster Kaiser der vietnamesischen Nguyễn-Dynastie
- 1848: Jules Bastien-Lepage, französischer Maler
- 1849: William Merritt Chase, US-amerikanischer Maler

#### 1851–1900
- 1851: André Wormser, französischer Komponist
- 1853: José Santos Zelaya, nicaraguanischer Politiker und Staatspräsident
- 1855: Guido Adler, österreichischer Musikwissenschaftler
- 1855: Ludwig Strakosch, österreichischer Opernsänger
- 1858: Kurt von Morgen, deutscher Offizier und Forschungsreisender
- 1858: Ludwig von Struve, deutsch-baltischer Astronom und Mathematiker
- 1859: Charles Aycock, US-amerikanischer Politiker
- 1859: Gerbrandus Jelgersma, niederländischer Psychiater und Neurologe
- 1859: George W. P. Hunt, US-amerikanischer Politiker
- 1861: Felician Geß, deutscher Historiker und Bibliothekar
- 1862: Johan Wagenaar, niederländischer Komponist und Organist
- 1863: Alexander Lambert, polnisch-amerikanischer Komponist, Pianist und Musikpädagoge
- 1865: Arthur Drews, deutscher Philosoph und Schriftsteller
- 1865: Marie Feyler, Schweizer Ärztin und Frauenrechtlerin
- 1866: Cheiro, irisch-US-amerikanischer Okkultist
- 1866: Theodor Odinga, Schweizer Unternehmer und Politiker
- 1867: Otto Lemm, deutscher Unternehmer und Fabrikant
- 1870: Christopher Brennan, australischer Dichter
- 1870: Santos Cifuentes, kolumbianischer Komponist
- 1871: Stephen Crane, US-amerikanischer Schriftsteller
- 1871: Aleksandr Spendiarjan, armenischer Komponist
- 1872: Friedrich Funder, österreichischer Journalist und Publizist
- 1875: Adolf Tannert, deutscher Turner
- 1876: Albert Maria Fuchs, deutscher Weihbischof
- 1877: Roger Quilter, englischer Komponist

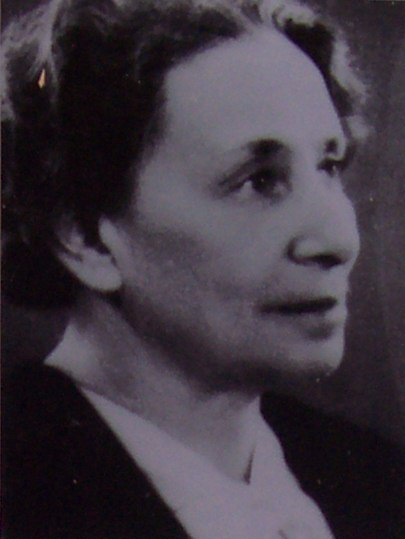
Else Ury (* 1877)

- 1877: Else Ury, deutsche Schriftstellerin, Kinderbuchautorin und Opfer des Holocaust
- 1878: Paul Beckers, deutscher Komiker
- 1878: Konrad Mägi, estnischer Landschaftsmaler und Kunstpädagoge
- 1878: Carlos Saavedra Lamas, argentinischer Politiker
- 1879: Oskar Barnack, deutscher Feinmechaniker
- 1879: Friedrich Brinkmann, deutscher Baumeister und Architekt
- 1879: Pál Teleki, ungarischer Wissenschaftler und Politiker
- 1880: Alfred Wegener, deutscher Meteorologe und Geowissenschaftler
- 1883: Charles Oulmont, französischer Schriftsteller
- 1885: Pierre Dupong, luxemburgischer Politiker
- 1885: Anton Flettner, deutscher Schiffs- und Flugzeugingenieur
- 1885: Albert Steeger, deutscher Universalgelehrter
- 1886: Hermann Broch, österreichischer Autor
- 1886: Hagiwara Sakutarō, japanischer Schriftsteller
- 1886: Matsui Sumako, japanische Schauspielerin
- 1887: Max Trapp, deutscher Komponist
- 1888: George Kenner, deutscher bildender Künstler
- 1889: Philip Noel-Baker, britischer Leichtathlet und Politiker, Nobelpreisträger
- 1889: Huldreich Heusser, deutscher Automobilrennfahrer
- 1889: Hannah Höch, deutsche Collagekünstlerin
- 1889: Hans Wüthrich, Schweizer Fußballspieler, -trainer und -schiedsrichter
- 1890: Rudolf Henggeler, Schweizer Benediktiner und Historiker
- 1893: Andreas Paul Weber, deutscher Lithograph, Zeichner und Maler
- 1895: Kurt Albrecht, deutscher Komponist
- 1896: Willy Ackermann, Schweizer Schauspieler, Operettenbuffo und Kabarettist
- 1896: Victor Aronstein, deutscher Arzt
- 1898: Manfred Ackermann, österreichischer Politiker und Gewerkschaftsfunktionär
- 1898: Arthur Legat, belgischer Automobilrennfahrer
- 1898: Sippie Wallace, US-amerikanische Bluessängerin und -pianistin
- 1899: Marco Bontá, chilenischer Maler

### 20. Jahrhundert

#### 1901–1925
- 1901: Fita Benkhoff, deutsche Schauspielerin
- 1901: Szymon Laks, polnisch-französischer Komponist
- 1901: Daniel Porthault, französischer Autorennfahrer
- 1902: Frieda Apelt, deutsche Politikerin und Gewerkschaftsfunktionärin
- 1902: Eugen Jochum, deutscher Dirigent
- 1903: François Paco, französischer Automobilrennfahrer
- 1903: Jean Tardieu, französischer Dichter und Dramatiker
- 1904: Laura La Plante, US-amerikanische Schauspielerin
- 1905: Paul-Émile Borduas, kanadischer Maler
- 1905: Aldo Fabrizi, italienischer Filmschauspieler und Regisseur
- 1906: Gwendolyn Koldofsky, kanadische Pianistin und Musikpädagogin
- 1907: Theo Akkermann, deutscher Bildhauer

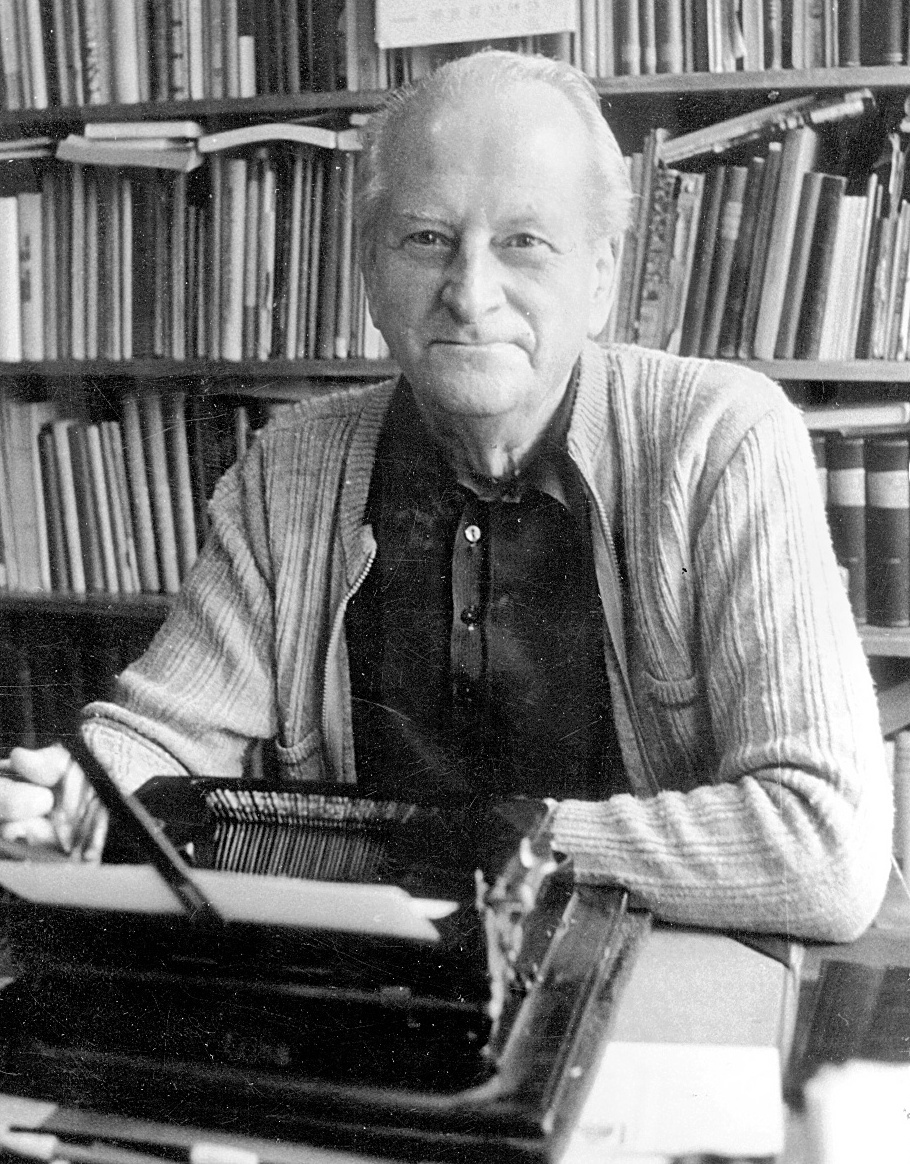
Pawoł Nedo (* 1908)

- 1908: Pawoł Nedo, sorbischer Pädagoge und Ethnologe, Domowina-Vorsitzender
- 1909: Bruno Bjelinski, kroatischer Komponist
- 1911: Samuel Warren Carey, australischer Geologe
- 1911: Sonja Ferlov Mancoba, dänische Bildhauerin
- 1911: Henri Troyat, französisch-armenischer Schriftsteller
- 1914: Rudolf Eberhard, deutscher Politiker, MdL
- 1914: Yamazaki Hōdai, japanischer Schriftsteller
- 1915: Jos Romersa, luxemburgischer Geräteturner
- 1917: Wolfgang Ruge, deutscher Historiker
- 1918: Barry S. Brook, US-amerikanischer Musikwissenschaftler und Hochschullehrer
- 1918: Ken Miles, britischer Automobilrennfahrer
- 1919: Jerzy Karol Ablewicz, polnischer Bischof
- 1919: Hermann Bondi, britischer Mathematiker und Kosmologe
- 1920: James J. Kilpatrick, US-amerikanischer Journalist, Kolumnist und Linguist
- 1920: Hansjörg Martin, deutscher Schriftsteller
- 1920: Amadeus Webersinke, deutscher Pianist, Organist und Hochschullehrer
- 1921: Ilse Aichinger, österreichische Schriftstellerin
- 1921: Wadih El Safi, libanesischer Sänger, Songwriter, Komponist und Schauspieler
- 1921: Harald Quandt, deutscher Industrieller
- 1921: Jan Tausinger, aus Rumänien gebürtiger tschechischer Komponist, Dirigent, Chorleiter und Musikpädagoge
- 1923: Victoria de los Angeles, spanische Opernsängerin
- 1923: Egon von Neindorff, deutscher Hippologe
- 1924: Basil Bernstein, britischer Soziologe
- 1925: Fritz Laband, deutscher Fußballspieler
- 1925: Dickson Mabon, britischer Politiker

#### 1926–1950
- 1926: Lars Ardelius, schwedischer Schriftsteller
- 1926: Günter de Bruyn, deutscher Schriftsteller
- 1926: Lou Donaldson, US-amerikanischer Jazz-Altsaxophonist und Komponist
- 1926: Betsy Palmer, US-amerikanische Schauspielerin
- 1926: Bob Veith, US-amerikanischer Automobilrennfahrer
- 1927: Ľudovít Komadel, tschechoslowakischer Schwimmer und Sportmediziner
- 1927: Marcel Ophüls, deutsch-französischer Regisseur
- 1928: Eduard Ackermann, deutscher Politiker
- 1928: Dieter Borkowski, deutscher Schriftsteller, Journalist und Historiker
- 1928: Peter Lang, Schweizer Verleger
- 1929: Ernst Lossa, jenisches Opfer des Nationalsozialismus
- 1930: Earl Aycock, US-amerikanischer Country- und Rockabilly-Musiker
- 1930: Edgar Basel, deutscher Boxer
- 1930: Albert Ramsdell Gurney, US-amerikanischer Dramatiker
- 1931: Yossef Gutfreund, israelischer Kampfrichter
- 1932: Joaquín Achúcarro, spanischer Pianist und Musikpädagoge
- 1932: Francis Arinze, nigerianischer Kardinal
- 1932: Alger Joseph Arbour, kanadischer Eishockeyspieler und -trainer
- 1932: Edgar Reitz, deutscher Regisseur
- 1933: Francesco De Leonibus, italienischer Automobilrennfahrer
- 1933: Helmut Moritz, österreichischer Geodät
- 1933: Huub Oosterhuis, niederländischer Priester, Dichter und Liturgiereformer
- 1934: Umberto Agnelli, italienischer Industrieller
- 1934: Herbert Binder, deutscher Fußballspieler
- 1934: William Mathias, walisischer Komponist
- 1934: Klaus Richtzenhain, deutscher Leichtathlet, Olympiamedaillengewinner
- 1935: Edward Said, palästinensisch-US-amerikanischer Literaturtheoretiker und -kritiker
- 1935: André Tchaikowsky, polnischer Komponist und Pianist
- 1937: Bill Anderson, US-amerikanischer Country-Sänger und Songwriter
- 1937: Dieter Beckmann, deutscher Psychologe
- 1937: Jürgen Echternach, deutscher Politiker
- 1937: Witta Pohl, deutsche Schauspielerin
- 1938: Josef Riegler, österreichischer Politiker
- 1938: Marcel Rüedi, Schweizer Bergsteiger
- 1939: Aras Ören, türkischer Schauspieler, Journalist und Schriftsteller
- 1939: Robin Ridington, nordamerikanischer Anthropologe
- 1940: Larry Kusche, US-amerikanischer Pilot, Fluglehrer, Bibliothekar und Sachbuchautor
- 1940: Bernd Wilms, deutscher Dramaturg und Theaterintendant
- 1941: Thomas Appelquist, US-amerikanischer theoretischer Physiker
- 1941: Horst Arzt, deutscher Politiker und Fußballfunktionär
- 1941: Uffe Ellemann-Jensen, dänischer Politiker
- 1942: Alajdin Abazi, mazedonischer Professor und Physiker
- 1942: Larry Flynt, US-amerikanischer Verleger
- 1942: Ralph Klein, kanadischer Politiker
- 1942: Ulrich Pleitgen, deutscher Schauspieler
- 1942: Olha Puhowska, sowjetische Ruderin
- 1943: Salvatore Adamo, belgischer Musiker, Liedermacher und Schlagersänger
- 1943: Jacques Attali, französischer Wirtschaftswissenschaftler, Autor und Beamter
- 1943: Alfio Basile, argentinischer Fußballspieler und -trainer
- 1943: Attilio Bignasca, Schweizer Politiker
- 1943: Reinhild Hoffmann, deutsche Choreografin
- 1943: Tom Mack, US-amerikanischer American-Football-Spieler
- 1944: Hans-Ulrich Buchholz, deutscher Ruderer
- 1944: Kinky Friedman, US-amerikanischer Musiker

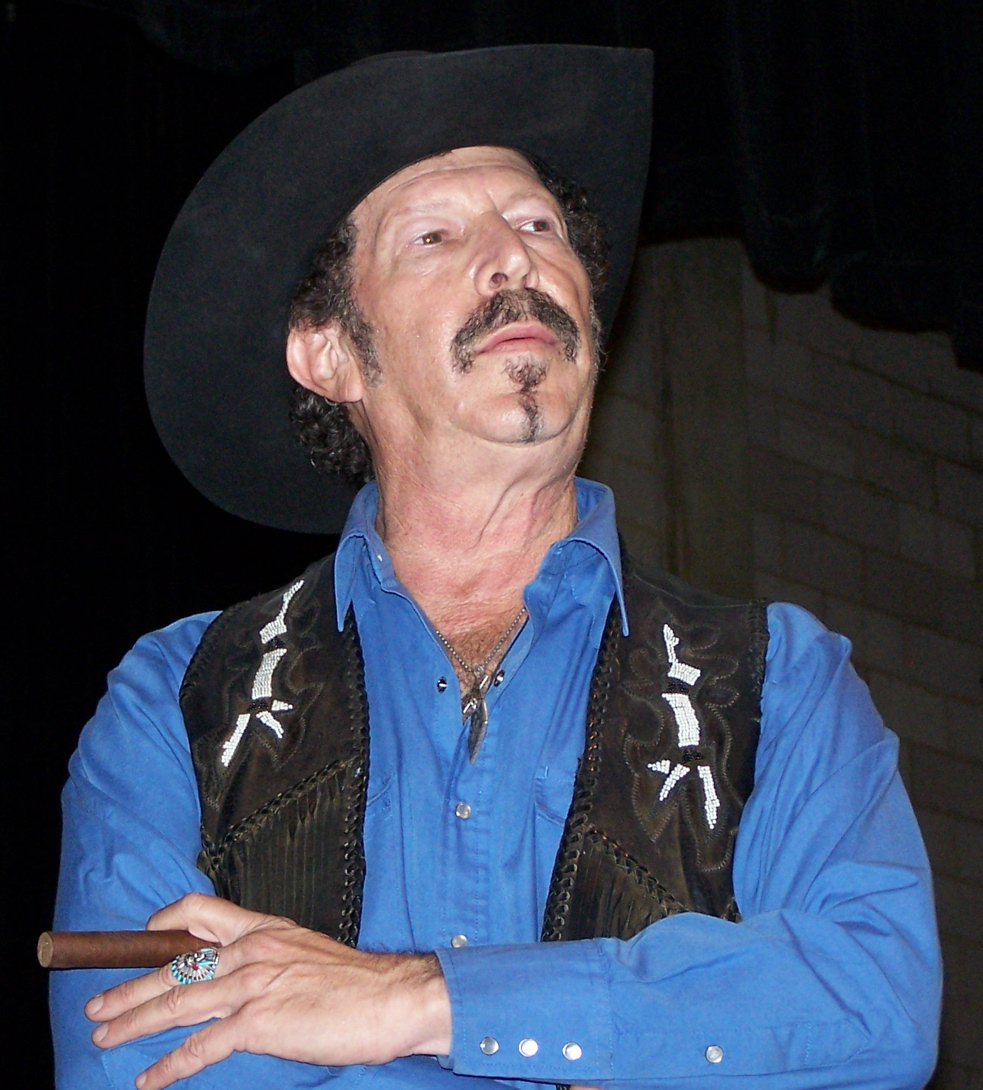
Kinky Friedman (* 1944)

- 1944: Gabriele Geißler, deutsche Tischtennisspielerin
- 1944: Louis Pfenninger, Schweizer Radsportler
- 1945: Anthony Sablan Apuron, Erzbischof von Agaña
- 1945: Lani Hall, US-amerikanische Sängerin
- 1946: Sucharit Bhakdi, deutscher Mediziner
- 1946: Ric Grech, britischer Musiker
- 1946: Dennis Muren, US-amerikanischer Spezialeffektkünstler
- 1947: Ted Hendricks, US-amerikanischer American-Football-Spieler
- 1947: Wolfgang Mierswa, deutscher Pädagoge, Fußballschiedsrichter und Schiedsrichterfunktionär
- 1947: Jim Steinman, US-amerikanischer Rock- und Musical-Komponist und Musikproduzent
- 1947: Tsunekazu Takeda, japanischer Springreiter und Sportfunktionär
- 1948: Hans Aabech, dänischer Fußballspieler
- 1948: Werner Holz, deutscher Maler
- 1948: Valentina Leskaj, albanische Politikerin
- 1948: Ina Kramer, deutsche Grafikerin und Autorin von Fantasy-Romanen
- 1948: Calvin Russell, US-amerikanischer Musiker
- 1948: Eddy Stibbe, niederländischer Vielseitigkeitsreiter
- 1948: Nicholas Thomas Wright, britischer Bischof
- 1949: Bernhard Cullmann, deutscher Fußballspieler
- 1949: David Foster, kanadischer Songwriter und Produzent
- 1949: Gunter Funk, deutscher Handballspieler und Handballtrainer
- 1949: Rainer Hunold, deutscher Schauspieler
- 1949: Christa Ludwig, deutsche Autorin
- 1949: Sebastian von Rotenhan, deutscher Waldbesitzer und Politiker
- 1949: Bruno Sotty, französischer Automobilrennfahrer
- 1950: Julio Largacha, argentinischer Pianist und Professor für Klavier
- 1950: Robert B. Laughlin, US-amerikanischer Physiker

#### 1951–1975
- 1951: Karl-Heinz Granitza, deutscher Fußballspieler und Trainer
- 1951: Fernando Mamede, portugiesischer Leichtathlet
- 1952: Judith Gruber, österreichische Schriftstellerin
- 1953: Bruce Poliquin, US-amerikanischer Politiker
- 1954: Brita Wagener, deutsche Diplomatin
- 1953: Raffaele Arena, italienischer Schauspieler
- 1955: Joe Arroyo, kolumbianischer Sänger und Komponist
- 1955: Anne Frances Audain, neuseeländische Mittel- und Langstreckenläuferin
- 1955: Rudolf Elmer, Schweizer Bankmanager und Whistleblower
- 1956: Ralf Isau, deutscher Schriftsteller
- 1958: Rachel Ticotin, US-amerikanische Schauspielerin
- 1959: Jörg W. Busch, deutscher Mittelalterhistoriker
- 1959: Conrad Herwig, US-amerikanischer Jazzposaunist
- 1959: Juan Antonio Samaranch jr., spanischer Sportfunktionär
- 1960: Olaf Burmeister, deutscher Schauspieler
- 1960: Tim Cook, US-amerikanischer Manager
- 1961: Frank Kirchner, deutscher Jazzsaxophonist
- 1962: Bernd Begemann, deutscher Sänger, Gitarrist und Entertainer
- 1962: Anthony Kiedis, US-amerikanischer Sänger (Red Hot Chili Peppers)
- 1962: Magne Furuholmen, norwegischer bildender Künstler und Musiker (A-ha)
- 1962: Ulf Timmermann, deutscher Leichtathlet
- 1963: Rick Allen, britischer Rockmusiker (Def Leppard)
- 1963: Nita Ambani, indische Philanthropin und Sportfunktionärin
- 1963: Mayk Bullerjahn, deutscher Fußballspieler
- 1963: Katja Riemann, deutsche Filmschauspielerin
- 1964: Timothy J. Jansen, US-amerikanischer Komponist, Organist, Pianist und Musikpädagoge
- 1964: Otto Konrad, österreichischer Fußballspieler
- 1965: Olaf Hampel, deutscher Bobfahrer
- 1965: Mia Korf, US-amerikanische Schauspielerin
- 1965: Sandra Redmann, deutsche Buchhändlerin und Politikerin
- 1965: Patrik Ringborg, schwedischer Dirigent
- 1966: Barbara Becker, deutsche Schmuck- und Modedesignerin
- 1966: Henry Blatter, deutscher Handballspieler
- 1966: Ingo Steuer, deutscher Eiskunstläufer
- 1967: Sophie B. Hawkins, US-amerikanische Sängerin
- 1967: Tina Arena, australische Sängerin
- 1967: Lutz Fischer, Schweizer Politiker
- 1968: André Nendza, deutscher Musiker
- 1969: Eversley Linley, vincentischer Leichtathlet
- 1971: Antonio Sánchez, mexikanischer Jazzschlagzeuger

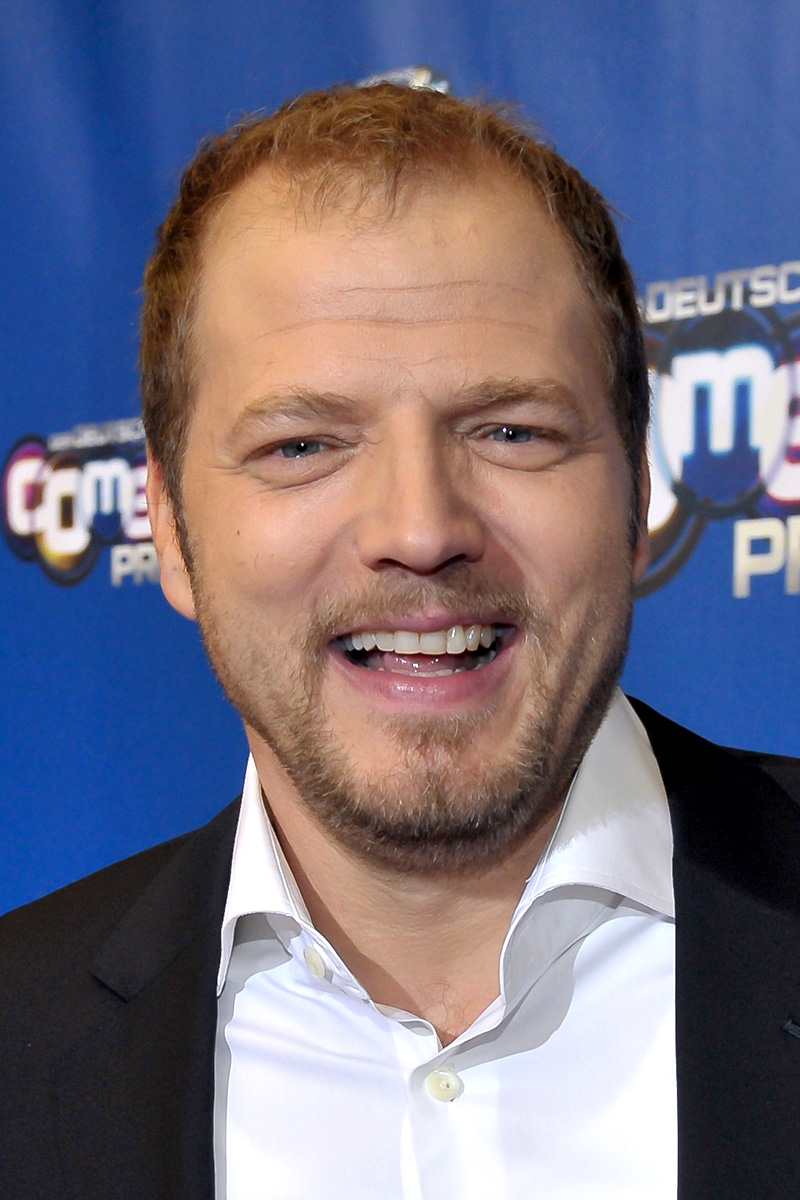
Mario Barth (* 1972)

- 1972: Mario Barth, deutscher Comedian
- 1972: Toni Collette, australische Schauspielerin
- 1972: Katrin Ellermann, deutsche Ingenieurwissenschaftlerin und Universitätsprofessorin
- 1972: Jenny McCarthy, US-amerikanisches Model
- 1973: Gunnar Grundmann, deutscher Fußballspieler
- 1973: Aishwarya Rai, indische Schauspielerin
- 1974: Emma George, australische Stabhochspringerin
- 1974: Kamilla Senjo, deutsche Hörfunk- und Fernsehjournalistin sowie Fernsehmoderatorin
- 1975: Omar Nazar, afghanischer Fußballspieler

#### 1976–2000
- 1976: Jarbi Álvarez, belizischer Fußballspieler
- 1976: Stefan Lexa, österreichischer Fußballspieler
- 1976: Logan Marshall-Green, US-amerikanischer Schauspieler
- 1978: Cosmo Klein, deutscher Sänger und Songwriter
- 1978: Tina Seydel, deutsche Schauspielerin
- 1978: Jessica Valenti, US-amerikanische Feministin
- 1979: Oxana Wiktorowna Baulina, russische Journalistin und Aktivistin
- 1979: Luís Manuel Ferreira Delgado, angolanischer Fußballspieler
- 1979: Andrew Sheridan, englischer Rugbyspieler
- 1980: Florian Anderer, deutscher Schauspieler
- 1980: Nina Fischer, deutsche Schauspielerin
- 1980: Nina Girado, philippinische Sängerin
- 1980: Fərhad Vəliyev, aserbaidschanischer Fußballtorwart
- 1981: Marie Luv, US-amerikanisches Fotomodell und Pornodarstellerin
- 1983: Micaela Schäfer, deutsches Model sowie Darstellerin, Moderatorin und DJane
- 1984: René Toft Hansen, dänischer Handballspieler
- 1984: Natalia Tena, britische Schauspielerin
- 1984: Hosni Abd-Rabou, ägyptischer Fußballspieler
- 1984: Tom Kimber-Smith, britischer Automobilrennfahrer
- 1984: Miloš Krasić, serbischer Fußballspieler
- 1986: Penn Badgley, US-amerikanischer Schauspieler
- 1986: Ksenija Balta, estnische Leichtathletin
- 1986: Bryn Kenney, US-amerikanischer Pokerspieler
- 1987: Saori Ariyoshi, japanische Fußballspielerin
- 1987: Larissa Pereira da Cruz, brasilianische Fußballspielerin
- 1987: Jordi Rubio Gómez, andorranischer Fußballspieler
- 1988: Mohammed Ali Khan, schwedischer Fußballspieler
- 1988: Kimberley Murray, britische Skeletonpilotin

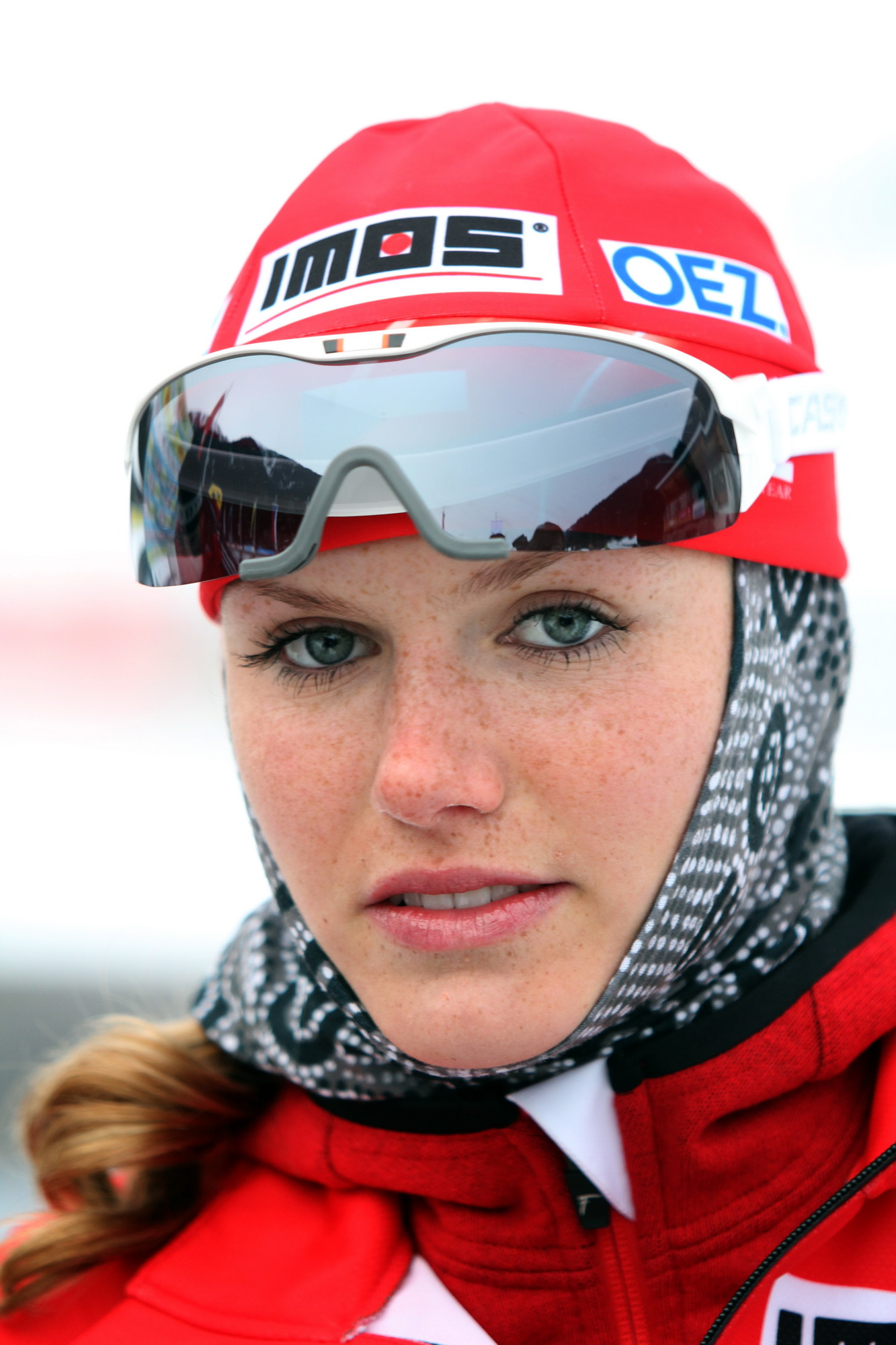
Gabriela Koukalová (* 1989)

- 1989: Gabriela Soukalová, tschechische Biathletin
- 1990: Denise Feiersinger, österreichische Biathletin
- 1991: Lisa Magdalena Agerer, österreichisch-italienische Skirennläuferin
- 1991: Yun Huang, deutsch-chinesische Schauspielerin
- 1991: David Müller, deutscher Fußballspieler
- 1991: Mirko Sacher, deutscher Eishockeyspieler
- 1992: A.n.d.r.e., deutscher Sänger
- 1992: Gbenga Arokoyo, nigerianischer Fußballspieler
- 1992: Duarte Ferreira, angolanischer Automobilrennfahrer
- 1992: Julia Obst, deutsche Schauspielerin
- 1994: Matthew Kennedy, schottisch-nordirischer Fußballspieler
- 1994: James Ward-Prowse, englischer Fußballspieler
- 1995: Till Brinkmann, deutscher Fußballspieler
- 1996: Sean Gelael, indonesischer Automobilrennfahrer
- 1996: Lil Peep, US-amerikanischer Musiker
- 1996: Daniela Melchior, portugiesische Schauspielerin
- 1997: Nordi Mukiele, französischer Fußballspieler
- 2000: Elena Wassen, deutsche Wasserspringerin

## Gestorben

### Vor dem 15. Jahrhundert
- 0436: Marcellus von Paris, Bischof von Paris
- 0670: Audomar (Saint Omer), Bischof von Thérouanne und Heiliger
- 0887: Boso von Vienne, König von Niederburgund
- 0908: Wigbert, Bischof von Hildesheim
- 0955: Heinrich I., Herzog von Bayern
- 0970: Boso, erster Bischof von Merseburg
- 0987: Harald Blauzahn, dänischer König
- 1025: Gunther von Meißen, Erzbischof von Salzburg
- 1038: Hermann I., deutscher Adliger und Markgraf von Meißen und der Oberlausitz

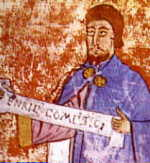
Heinrich von Burgund († 1112)

- 1112: Heinrich von Burgund, portugiesischer Graf und Stammvater des Hauses Burgund
- 1119: Guy de Faucigny, Bischof von Genf
- 1137: Wolfhold von Admont, Abt des Benediktinerstifts Admont
- 1197: Jón Loftsson, isländischer Gode und Gelehrter
- 1239: Wilhelm von Savoyen, Bischof von Valence und Lüttich
- 1247: Rudolf II., Pfalzgraf von Tübingen und Vogt von Sindelfingen
- 1295: Meinhard II., Herzog von Kärnten
- 1300: Ulrich I. von Falkenstein, Adeliger
- 1303: Hugo XIII. von Lusignan, Graf von La Marche und Angoulême
- 1314: Gottfried I. von Bülow, Bischof von Schwerin
- 1319: Uguccione della Faggiola, italienischer Condottiere
- 1325: Alexander Huno, Ratssekretär, Chronist und Ratsherr der Hansestadt Lübeck
- 1391: Amadeus VII. der Rote Graf, Graf von Savoyen
- 1399: Johann V., Herzog der Bretagne

### 15. bis 18. Jahrhundert
- 1409: Wulfhard Wulflam, Bürgermeister von Stralsund
- 1420: Heinrich von Lazan, Landeshauptmann von Breslau und königlich böhmischer Kämmerer
- 1431: Nuno Álvares Pereira, portugiesischer Mönch und Heerführer
- 1452: Hilger de Burgis, Weihbischof in Köln und Lüttich
- 1456: Edmund Tudor, 1. Earl of Richmond, englischer Adliger
- 1457: Francesco Foscari, 65. Doge von Venedig
- 1463: David Komnenos, byzantinischer Adliger, Kaiser von Trapezunt
- 1465: Ruprecht von Pfalz-Mosbach, deutscher Bischof von Regensburg
- 1487: Johann V. von Weißenbach, Bischof von Meißen
- 1492: René, Herzog von Alençon
- 1508: Waldemar VI., Fürst von Anhalt-Köthen
- 1543: Nikolaus Brömse, Lübecker Bürgermeister
- 1546: Giulio Romano, italienischer Maler, Architekt und Baumeister
- 1558: Erhard Schnepf, deutscher Theologe und Reformator
- 1564: Wibrandis Rosenblatt, Frau von Johannes Oekolampad, Wolfgang Capito und Martin Bucer
- 1587: Alfonso d’Este di Montecchio, Markgraf von Montecchio
- 1605: Yamanouchi Kazutoyo, japanischer Kriegsherr
- 1612: Charles de Bourbon, Graf von Soissons und Vizekönig von Neufrankreich
- 1629: Hendrick ter Brugghen, niederländischer Maler
- 1631: Maria Magdalena von Österreich, Großherzogin der Toskana
- 1635: Johann Bernhard Gottsleben, deutscher Geistlicher
- 1646: Maximilian Adam, Landgraf von Leuchtenberg
- 1648: Ulrich II., Graf von Ostfriesland
- 1667: Albrecht von Brandenburg-Ansbach, Markgraf des Fürstentums Ansbach
- 1676: Gisbert Voetius, reformierter Theologe
- 1678: William Coddington, englischer Jurist und Politiker
- 1693: Johannes Koch von Gailenbach, Augsburger Patrizier, Oberkirchenpfleger und Geheimer Rat
- 1696: Bernhard Rosa, Abt des Zisterzienserklosters Grüssau und bedeutender Reformer seines Ordens
- 1700: Karl II., König von Spanien
- 1703: Eberhard Anckelmann, deutscher evangelischer Theologe, Sprachforscher und Orientalist
- 1704: Johann Ludwig I., Fürst von Anhalt-Zerbst
- 1709: Ludwig Friedrich zu Wied, deutscher Adeliger, Soldat und Hofbeamter
- 1710: Michael Kongehl, deutscher lyrischer Dichter und Dramatiker
- 1711: Christian Demelius, deutscher Komponist
- 1736: Johannes Tschudy, Baseler Ebenist, Baumeister und Ingenieur
- 1750: Gustaaf Willem van Imhoff, Generalgouverneur von Niederländisch-Indien
- 1770: Gaspare Traversi, italienischer Maler
- 1788: Rudolph Joseph von Colloredo, Reichsvizekanzler des Heiligen Römischen Reiches
- 1793: George Gordon, britischer Politiker

### 19. Jahrhundert
- 1804: Johann Friedrich Gmelin, deutscher Mediziner und Naturwissenschaftler
- 1804: Anton Wilhelm Tischbein, deutscher Maler
- 1806: Johann Gottfried Kletschke, deutscher evangelischer Geistlicher
- 1806: Ludwig Zöschinger, deutscher Geistlicher, Komponist und Organist
- 1810: Henricus Aeneae, niederländischer Wissenschaftler
- 1812: Laurent-Benoît Dewez, Architekt der Österreichischen Niederlande
- 1818: Marie-Gabrielle Capet, französische Malerin
- 1823: Bernhard Jacob Friedrich von Halem, preußischer und französischer Beamter und Übersetzer
- 1827: Karl Maximilian Andree, deutscher Mediziner und Gynäkologe
- 1831: Erhard Adolf Matthiessen, deutscher Jurist, Kaufmann und Ratsherr
- 1832: Julius von Voß, deutscher Schriftsteller
- 1846: Franz Anton Ries, deutscher Violinist
- 1849: Peter Alois Gratz, deutscher Bibelwissenschaftler
- 1855: Philipp Geigel, deutscher Richter und Politiker
- 1860: Charlotte von Preußen, preußische Prinzessin und Gemahlin des Zaren Nikolaus I.
- 1861: Oldwig Anton Leopold von Natzmer, deutscher General
- 1870: Frederick Chamier, britischer Schriftsteller
- 1875: Jean-Baptiste-Irénée Callot, französischer Geistlicher und römisch-katholischer Bischof von Oran
- 1877: Friedrich Graf von Wrangel, deutscher Generalfeldmarschall
- 1880: Elisabeth Wilhelmine von Civry, uneheliche Tochter des Braunschweiger Herzogs Karl II. und einer englischen Lady
- 1880: Albert von Rheinbaben, deutscher General
- 1883: Emil Herzog, deutscher Mediziner und Chronist
- 1884: Jacobus Anthonie Fruin, niederländischer Rechtswissenschaftler
- 1888: Nikolai Michailowitsch Prschewalski, russischer Asienforscher
- 1892: Heinrich de Ahna, österreichischer Violinist
- 1892: Iwan Andreew Bogorow, bulgarischer Arzt, Enzyklopädist und Autor
- 1893: Jan Matejko , polnischer Maler
- 1894: Alexander III., russischer Zar
- 1895: Ferdinand Janner, deutscher römisch-katholischer Theologe und Pädagoge

### 20. Jahrhundert

#### 1901–1950

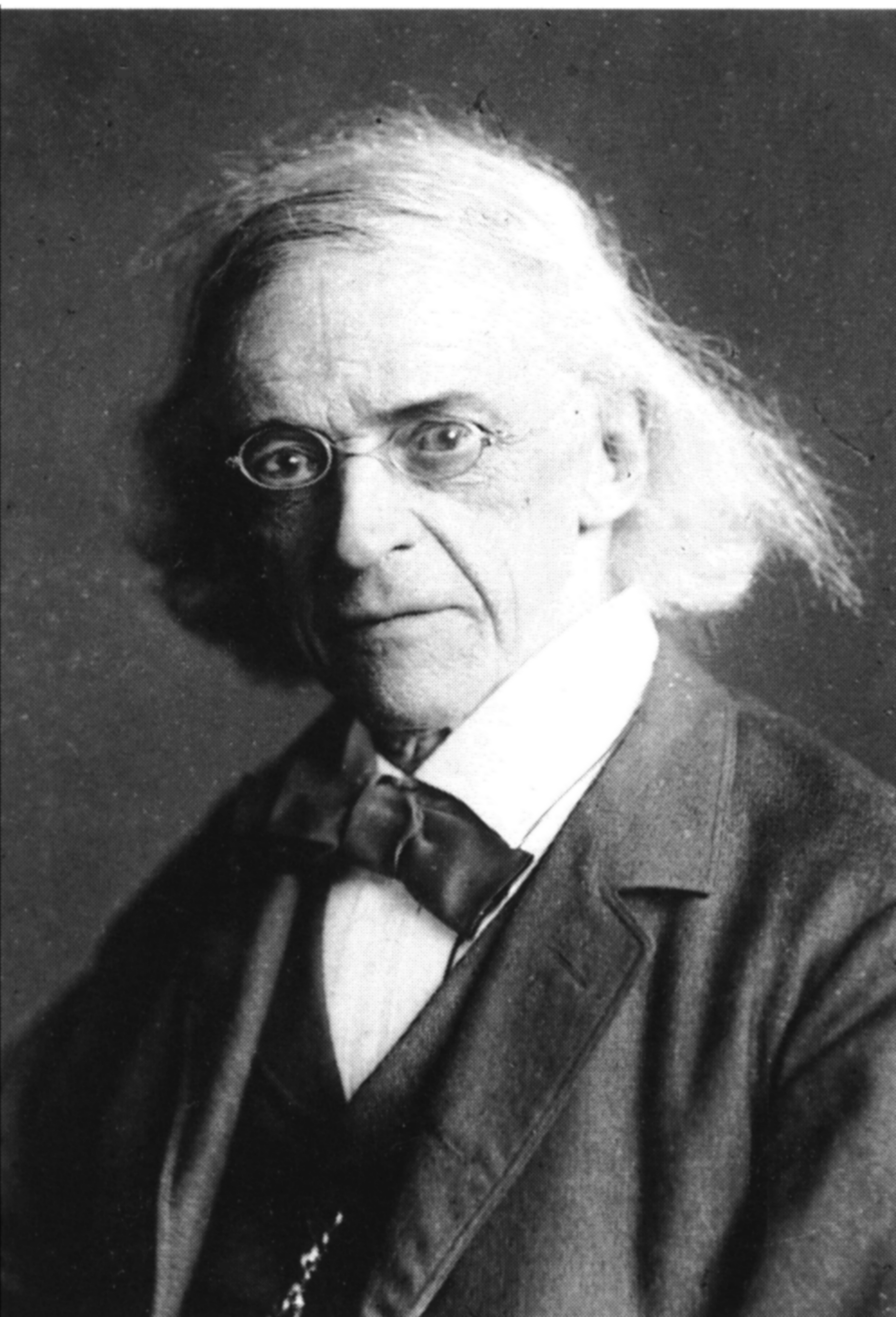
Theodor Mommsen († 1903)

- 1903: Theodor Mommsen, deutscher Historiker und Altertumswissenschaftler, Nobelpreisträger
- 1907: Alfred Jarry, französischer Schriftsteller
- 1910: Simon Aichner, österreichischer Fürstbischof von Brixen
- 1911: Carola Bruch-Sinn, österreichische Schriftstellerin
- 1912: John Emms, britischer Maler
- 1914: Christopher Cradock, britischer Admiral
- 1915: August Le Gras, niederländischer Maler, Zeichner und Radierer
- 1916: Gustav Tweer, deutscher Kunstflieger und Flugpionier
- 1917: Ferdinando Gianella, Schweizer Ingenieur, Architekt und Politiker
- 1922: Alva Adams, US-amerikanischer Politiker
- 1925ː Elise Rahn-Bärlocher, Schweizer Frauenrechtlerin
- 1926: Robert Sieger, österreichischer Geograph und Hochschullehrer
- 1930: Karl Oettinger, österreichischer Chemiker und Hochschullehrer
- 1936: Ikuta Chōkō, japanischer Literaturkritiker und Übersetzer
- 1936: Lucia True Ames Mead, US-amerikanische Pazifistin und Feministin
- 1941: Walter Otto, deutscher Althistoriker
- 1942: Hugo Distler, deutscher Komponist und evangelischer Kirchenmusiker
- 1942ː Jenny Marba, deutsche Schauspielerin, Opfer der Shoah
- 1944: Luise Kautsky, deutsche Kommunalpolitikerin, Ehefrau von Karl Kautsky, Opfer des Holocaust
- 1944: Andrej Scheptyzkyj, ukrainischer Großerzbischof
- 1945: Rupert Mayer, deutscher Jesuitenpater und Widerstandskämpfer
- 1947: Walther Siegfried, Schweizer Dichter und Schriftsteller
- 1948: Max Kassiepe, deutscher römisch-katholischer Geistlicher und Volksmissionar
- 1950: Heinrich Tessenow, deutscher Architekt der Reformarchitektur und Hochschullehrer

#### 1951–1975
- 1955: Dale Carnegie, US-amerikanischer Kommunikations- und Motivationstrainer
- 1956: Lajos Asztalos, ungarischer Schachspieler und Schachautor
- 1956: Pietro Badoglio, italienischer Politiker und Regierungschef
- 1960: Heinrich Albert, deutscher Jurist, Politiker, Reichsminister
- 1962: Pjotr Dolgow, sowjetischer Fallschirmspringer und Raumfahrtpionier
- 1963: Eugène Chartier, kanadischer Violinist, Dirigent und Musikpädagoge
- 1963: Archie Langley, britischer Automobilrennfahrer
- 1964: Johann Astl, österreichischer Politiker
- 1964: Pierre Meyer, französischer Forstmann
- 1966: Roland Foster, australischer Sänger und Musikpädagoge
- 1966: Eva Garza, mexikanische Sängerin
- 1966: Alexis Roland-Manuel, französischer Komponist und Musikkritiker
- 1968: Georgios Papandreou, griechischer Politiker, Ministerpräsident
- 1970: Hertha Feiler, österreichische Schauspielerin
- 1971: Gertrud von Le Fort, deutsche Schriftstellerin
- 1972: Ezra Pound, US-amerikanischer Lyriker
- 1973: James Abbe, US-amerikanischer Fotojournalist und Radiomoderator
- 1974: Paul Smalian, deutscher Kunstmaler
- 1975: Wilhelm Schürer, deutscher Architekt

#### 1976–2000
- 1976: Pavel Reiman, tschechischer Schriftsteller und Literaturhistoriker
- 1977: Franco Albini, italienischer Architekt
- 1979: Mamie Eisenhower, US-amerikanische First Lady
- 1982: Michel Aunaud, französischer Autorennfahrer
- 1982: Eric Ross Arthur, kanadischer Architekt und Autor
- 1982: James Broderick, US-amerikanischer Schauspieler
- 1982: Ray Draper, US-amerikanischer Jazz-Tubist
- 1982: King Vidor, US-amerikanischer Regisseur
- 1983: Günther Bartels, deutscher Motorradrennfahrer
- 1983ː Charlotte Martens, deutsche Dokumentarfilmregisseurin
- 1983: Anthony van Hoboken, niederländischer Musikwissenschaftler und -sammler
- 1984: Marcel Moyse, französischer Flötist
- 1985: Yvonne Hagnauer, französische Lehrerin, Widerstandskämpferin und Gerechte unter den Völkern
- 1985: Georg Stadtmüller, deutscher Historiker und Byzantinist
- 1986: Serge Garant, kanadischer Komponist und Dirigent
- 1988: Felix Dausend, deutscher Fußballspieler
- 1989: Hoimar von Ditfurth, deutscher Arzt, Journalist, Fernsehmoderator und Schriftsteller
- 1990: Anni Berger, deutsche Rosenzüchterin
- 1993: Georges Dancigers, russisch-französischer Filmproduzent
- 1995: Reinhardt Abraham, deutscher Manager der Lufthansa
- 1995: Charles Richard Ashcraft, US-amerikanischer Politikwissenschaftler
- 1995: Lex Hixon, US-amerikanischer Poet, Philosoph und spiritueller Lehrer
- 1996: Margot Rojas Mendoza, kubanische Pianistin und Musikpädagogin
- 1997: Wolfgang Abel, österreichischer Anthropologe
- 1997: Karl Rührschneck, deutscher Motorradrennfahrer
- 1998: Georg Dietrich, deutscher Jurist und Oberbürgermeister von Offenbach am Main
- 1998: Augusto Magli, italienischer Fußballspieler
- 2000: George Armstrong, englischer Fußballspieler und -trainer
- 2000: Sally Elizabeth Carlson, US-amerikanische Mathematikerin

### 21. Jahrhundert
- 2001ː Margaret Justin Blanco White, britische Architektin
- 2002: Ekrem Akurgal, türkischer Klassischer Archäologe
- 2002: Käte Jaenicke, deutsche Schauspielerin
- 2003: Xela Arias Castaño, spanische Autorin und Übersetzerin
- 2003: Heinz Zahrnt, deutscher Theologe und Publizist
- 2004: Mac Dre, US-amerikanischer Rapper
- 2004: James Hanson, britischer Unternehmer
- 2004: Mark Ledford, US-amerikanischer Jazzmusiker
- 2004: Klaus-Günter Pods, deutscher Richter am Bundesarbeitsgericht
- 2004: Marco Augusto Quiroa, guatemaltekischer Maler und Schriftsteller
- 2005: Skitch Henderson, britisch-US-amerikanischer Pianist und Dirigent
- 2006: Bettye Louise Ackerman, US-amerikanische Schauspielerin
- 2006: Henk van Lijnschooten, niederländischer Blasmusikkomponist
- 2006: William Styron, US-amerikanischer Schriftsteller
- 2007: Paul Tibbets, US-amerikanischer Pilot, Leiter des Atombombenabwurfs über Hiroshima
- 2008: Jacques Piccard, Schweizer Ozeanograf, Pionier der Tiefseeforschung
- 2008: Yma Sumac, peruanische Sängerin
- 2009: Achim Stocker, deutscher Fußballfunktionär
- 2010: Sibylle Bergemann, deutsche Fotografin
- 2011: Heinz Ludwig Arnold, deutscher Publizist
- 2011: Alberto Madero, argentinischer Ruderer
- 2012: Gae Aulenti, italienische Architektin
- 2012: Agustín García Calvo, spanischer Philosoph und Verfasser
- 2012: Mitch Lucker, US-amerikanischer Sänger
- 2013: Eva Aschenbrenner, deutsche Autorin
- 2013: Brigitte Neumeister, österreichische Schauspielerin
- 2014: Klaus Bölling, deutscher Publizist
- 2014: Brittany Maynard, US-amerikanische Sterbehilfeaktivistin
- 2014: Wayne Static, US-amerikanischer Sänger
- 2015: Günter Schabowski, deutscher Journalist und Politiker
- 2015: Rudolf Scheurer, Schweizer Fußballspieler, -schiedsrichter und Politiker
- 2017: Wladimir Makanin, russischer Schriftsteller
- 2018: Theodor Hoffmann, deutscher Admiral und Politiker
- 2019: Pierre Gabaye, französischer Komponist
- 2019: Johannes Schaaf, deutscher Regisseur und Schauspieler
- 2020: Stephan Orlac, deutscher Schauspieler
- 2021: Aaron T. Beck, US-amerikanischer Psychiater und Psychotherapeut
- 2022: Steven Griffith, US-amerikanischer Eishockeyspieler
- 2022: Wilson Kiprugut, kenianischer Leichtathlet
- 2022: John Ross, kanadischer Leichtathlet
- 2022: Takeoff, US-amerikanischer Rapper
- 2023: Erich Zakowski, deutscher Unternehmer, Gründer des Motorsportteams Zakspeed

## Feier- und Gedenktage
- Kirchliche Gedenktage
  - Allerheiligen (anglikanisch, katholisch)
  - Gedenktag der Heiligen (evangelisch)
  - Erhard Schnepf, deutscher Pfarrer, Reformator und Professor (evangelisch)
- Namenstage
  - Arthur
- Staatliche Feier- und Gedenktage
  - Algerien: Nationalfeiertag (1954)
  - Antigua und Barbuda: Unabhängigkeit von Großbritannien (1981)
  - Mexiko: Tag der Toten (zweiter Tag)
- Brauchtum
  - Spanien: Magosto (erster Tag)
- Weitere Informationen zum Tag
  - Weltvegantag (seit 1994)